# Україна на літніх Дефлімпійських іграх 2017
Україна брала участь у літніх Дефлімпійських іграх 2017 року, що проходили у місті Самсун (Туреччина) з 18 липня по 30 липня 2017 року та посіла 2-ге загальнокомандне місце, виборовши рекордну кількість нагород.
Національна дефлімпійська збірна команда України була найбільшою за всю свою дефлімпійську історію — 222 спортсмени (разом з тренерським штабом 290 осіб). Спортсмени-дефлімпійці України вперше взяли участь у 15 видах спорту.

## Медалісти
Найбільше 9 медалей здобула Марія Режило у плаванні (3 срібні та 6 бронзових). 8 і 6 завоювали також плавчині Ірина Терещенко та Катерина Денисова відповідно. По 5 нагород мають каратистка Інна Мажара та спортсменка з орієнтування Ганна Федосєєва. Найбільше золотих медалей виборола Карина Янчук у змаганнях з карате.
Нагороди українських дефлімпіців.
| Антонюк      |  | Нікіфоров    |  |  |
| Білоблоцький |  | Полторацький |  |  |
| Завіруха     |  | Прохорчук    |  |  |
| Загородній   |  | Радченко     |  |  |
| Зеленський   |  | Ренькас      |  |  |
| Кошкаров     |  | Цимовський   |  |  |

| Баєв        |  | Невенченко |  | Сотніков  |  |
| Бєлоусов    |  | Оленич     |  | Статівка  |  |
| Брагін      |  | Причина    |  | Танчик    |  |
| Букін       |  | Пустовіт   |  | Українець |  |
| Вальчук     |  | Реутов     |  | Фролов    |  |
| Верещака    |  | Рій        |  | Шотурма   |  |
| Войченко    |  | Сенько     |  | Штулер    |  |
| Мчедлішвілі |  | Собченко   |  |           |  |

| Букін          |  | Раус         |  |  |
| Діденко        |  | Рязанцев     |  |  |
| Кім            |  | Стрижевський |  |  |
| Кропив'янський |  | Фоменко      |  |  |
| Кузнецов       |  | Шестириков   |  |  |
| Мельниченко    |  | Яковлєв      |  |  |

| Антонюк      |  | Нікіфоров    |  |  |
| Білоблоцький |  | Полторацький |  |  |
| Завіруха     |  | Прохорчук    |  |  |
| Загородній   |  | Радченко     |  |  |
| Зеленський   |  | Ренькас      |  |  |
| Кошкаров     |  | Цимовський   |  |  |

| Баєв        |  | Невенченко |  | Сотніков  |  |
| Бєлоусов    |  | Оленич     |  | Статівка  |  |
| Брагін      |  | Причина    |  | Танчик    |  |
| Букін       |  | Пустовіт   |  | Українець |  |
| Вальчук     |  | Реутов     |  | Фролов    |  |
| Верещака    |  | Рій        |  | Шотурма   |  |
| Войченко    |  | Сенько     |  | Штулер    |  |
| Мчедлішвілі |  | Собченко   |  |           |  |

| Букін          |  | Раус         |  |  |
| Діденко        |  | Рязанцев     |  |  |
| Кім            |  | Стрижевський |  |  |
| Кропив'янський |  | Фоменко      |  |  |
| Кузнецов       |  | Шестириков   |  |  |
| Мельниченко    |  | Яковлєв      |  |  |

| Медалі за видами спорту | Медалі за видами спорту | Медалі за видами спорту | Медалі за видами спорту | Медалі за видами спорту |
| ----------------------- | ----------------------- | ----------------------- | ----------------------- | ----------------------- |
| Спорт                   | 1                       | 2                       | 3                       | Всього                  |
| Карате                  | 6                       | 5                       | 4                       | 15                      |
| Дзюдо                   | 5                       | 1                       | 7                       | 13                      |
| Орієнтування            | 3                       | 4                       | 3                       | 10                      |
| Стрільба                | 2                       | 2                       | 1                       | 5                       |
| Пляжний волейбол        | 2                       | 1                       | 1                       | 4                       |
| Легка атлетика          | 1                       | 11                      | 4                       | 16                      |
| Боротьба                | 1                       | 4                       | 2                       | 7                       |
| Боулінг                 | 1                       | 2                       | 1                       | 4                       |
| Плавання                | 0                       | 8                       | 9                       | 17                      |
| Настільний теніс        | 0                       | 1                       | 3                       | 4                       |
| Волейбол                | 0                       | 1                       | 0                       | 1                       |
| Тхеквандо               | 0                       | 1                       | 0                       | 1                       |
| Футбол                  | 0                       | 1                       | 0                       | 1                       |
| Баскетбол               | 0                       | 0                       | 1                       | 1                       |
| Всього                  | 21                      | 42                      | 36                      | 99                      |

| Медалі за днями | Медалі за днями | Медалі за днями | Медалі за днями | Медалі за днями | Медалі за днями | Медалі за днями |
| --------------- | --------------- | --------------- | --------------- | --------------- | --------------- | --------------- |
| День            | Дата            | 1               | 2               | 3               | Всього          |                 |
| День 1          | 19-е            | 1               | 0               | 0               | 1               |                 |
| День 2          | 20-е            | 3               | 2               | 5               | 10              |                 |
| День 3          | 21-е            | 1               | 5               | 5               | 11              |                 |
| День 4          | 22-е            | 1               | 1               | 4               | 6               |                 |
| День 5          | 23-є            | 1               | 1               | 3               | 5               |                 |
| День 6          | 24-е            | 1               | 6               | 6               | 13              |                 |
| День 7          | 25-е            | 6               | 5               | 3               | 14              |                 |
| День 8          | 26-е            | 4               | 8               | 3               | 15              |                 |
| День 9          | 27-е            | 1               | 1               | 4               | 6               |                 |
| День 10         | 28-е            | 0               | 2               | 1               | 3               |                 |
| День 11         | 29-е            | 2               | 10              | 2               | 14              |                 |
| День 12         | 30-е            | 0               | 1               | 0               | 1               |                 |
| Всього          | Всього          | 21              | 42              | 36              | 99              |                 |

| Медалі за статтю | Медалі за статтю | Медалі за статтю | Медалі за статтю | Медалі за статтю | Медалі за статтю |
| ---------------- | ---------------- | ---------------- | ---------------- | ---------------- | ---------------- |
| Стать            | 1                | 2                | 3                | Всього           | Відсоток         |
| Чоловіки         | 8                | 21               | 15               | 44               | 44,4 %           |
| Жінки            | 12               | 19               | 19               | 50               | 50,5 %           |
| Змішані          | 1                | 2                | 2                | 5                | 5,1 %            |
| Всього           | 21               | 42               | 36               | 99               | 100 %            |

| Мультимедалісти       | Мультимедалісти        | Мультимедалісти | Мультимедалісти | Мультимедалісти | Мультимедалісти | Мультимедалісти |
| --------------------- | ---------------------- | --------------- | --------------- | --------------- | --------------- | --------------- |
| Спрортсмен            | Вид спорту             | 1               | 2               | 3               | Всього          |                 |
| Карина Янчук          | Карате                 | 3               | 0               | 0               | 3               |                 |
| Ганна Федосєєва       | Спортивне орієнтування | 2               | 2               | 1               | 5               |                 |
| Інна Мажара           | Карате                 | 2               | 1               | 2               | 5               |                 |
| Яна Мельник           | Спортивне орієнтування | 2               | 1               | 0               | 3               |                 |
| Катерина Шепелюк      | Дзюдо                  | 2               | 0               | 1               | 3               |                 |
| Катерина Авдєєва      | Дзюдо                  | 2               | 0               | 0               | 2               |                 |
| Віта Гаврілова        | Карате                 | 2               | 0               | 0               | 2               |                 |
| Дмитро Вишинський     | Легка атлетика         | 1               | 2               | 0               | 3               |                 |
| Дмитро Плахотнік      | Спортивне орієнтування | 1               | 1               | 1               | 3               |                 |
| Олександр Санькін     | Спортивне орієнтування | 1               | 1               | 1               | 3               |                 |
| Марина Губанова       | Карате                 | 1               | 1               | 0               | 2               |                 |
| Олександр Кальник     | Карате                 | 1               | 1               | 0               | 2               |                 |
| Марія Корнійчук       | Дзюдо                  | 1               | 1               | 0               | 2               |                 |
| Володимир Махно       | Карате                 | 1               | 1               | 0               | 2               |                 |
| Олександр Махно       | Карате                 | 1               | 1               | 0               | 2               |                 |
| Олександр Тритяк      | Карате                 | 1               | 1               | 0               | 2               |                 |
| Максим Беленок        | Карате                 | 1               | 0               | 1               | 2               |                 |
| Дарина Величко        | Боулінг                | 1               | 0               | 1               | 2               |                 |
| Ксенія Довбищук       | Дзюдо                  | 1               | 0               | 1               | 2               |                 |
| Алла Д'яченко         | Боулінг                | 1               | 0               | 1               | 2               |                 |
| Катерина Ковальчук    | Боулінг                | 1               | 0               | 1               | 2               |                 |
| Оксана Кравченко      | Карате                 | 1               | 0               | 1               | 2               |                 |
| Вячеслав Новіков      | Карате                 | 1               | 0               | 1               | 2               |                 |
| Марина Погорелова     | Дзюдо                  | 1               | 0               | 1               | 2               |                 |
| Дмитро Шеретов        | Дзюдо                  | 1               | 0               | 1               | 2               |                 |
| Ірина Терещенко       | Плавання               | 0               | 4               | 4               | 8               |                 |
| Марія Режило          | Плавання               | 0               | 3               | 6               | 9               |                 |
| Катерина Денисова     | Плавання               | 0               | 3               | 3               | 6               |                 |
| Максим Дудник         | Плавання               | 0               | 3               | 1               | 4               |                 |
| Олексій Коломієць     | Плавання               | 0               | 3               | 1               | 4               |                 |
| Вікторія Кочмарик     | Легка атлетика         | 0               | 3               | 0               | 3               |                 |
| Юлія Шаповал          | Легка атлетика         | 0               | 3               | 0               | 3               |                 |
| Віктор Конкін         | Плавання               | 0               | 2               | 1               | 3               |                 |
| Олексій Литвиненко    | Плавання               | 0               | 2               | 1               | 3               |                 |
| Дмитро Руденко        | Легка атлетика         | 0               | 2               | 1               | 3               |                 |
| Ростислав Якубовський | Плавання               | 0               | 2               | 1               | 3               |                 |
| Денис Бистревський    | Плавання               | 0               | 2               | 0               | 2               |                 |
| Вадим Данилюк         | Боулінг                | 0               | 2               | 0               | 2               |                 |
| Наталя Єзловецька     | Легка атлетика         | 0               | 2               | 0               | 2               |                 |
| Артем Карниш          | Плавання               | 0               | 2               | 0               | 2               |                 |
| Соломія Куприч        | Легка атлетика         | 0               | 2               | 0               | 2               |                 |
| Ростислав Майєр       | Боулінг                | 0               | 2               | 0               | 2               |                 |
| Владислав Яловега     | Боулінг                | 0               | 2               | 0               | 2               |                 |
| Карина Завіновська    | Настільний теніс       | 0               | 1               | 2               | 3               |                 |
| Віктор Антипенко      | Боротьба               | 0               | 1               | 1               | 2               |                 |
| Марія Васильєва       | Настільний теніс       | 0               | 1               | 1               | 2               |                 |
| Кристина Давидова     | Плавання               | 0               | 1               | 1               | 2               |                 |
| Катерина Іваненко     | Плавання               | 0               | 1               | 1               | 2               |                 |
| Анастасія Сидоренко   | Легка атлетика         | 0               | 1               | 1               | 2               |                 |
| Сергій Фомін          | Кульова стрільба       | 0               | 1               | 1               | 2               |                 |
| Юлія Ходько           | Настільний теніс       | 0               | 1               | 1               | 2               |                 |
| Владислав Мозирев     | Дзюдо                  | 0               | 0               | 3               | 3               |                 |
| Геннадій Закладний    | Настільний теніс       | 0               | 0               | 2               | 2               |                 |
| Дар'я Тарасенко       | Плавання               | 0               | 0               | 2               | 2               |                 |
| Антон Слушний         | Дзюдо                  | 0               | 0               | 2               | 2               |                 |

* — Спортсмени, що змагались у попередніх запливах, але не брали участь у фіналі

## Учасники
Україну представляли 222 спортсменів (разом з тренерами 290) у 15 видах спорту.
| Спорт                  | Чоловіки | Жінки | Всього |
| ---------------------- | -------- | ----- | ------ |
| Бадмінтон              | 4        | 3     | 7      |
| Баскетбол              | 12       | 10    | 22     |
| Боротьба               | 14       | -     | 14     |
| Боулінг                | 6        | 6     | 12     |
| Волейбол               | 12       | 12    | 24     |
| Дзюдо                  | 10       | 7     | 17     |
| Карате                 | 7        | 6     | 13     |
| Легка атлетика         | 11       | 13    | 24     |
| Настільний теніс       | 4        | 4     | 8      |
| Плавання               | 11       | 8     | 19     |
| Пляжний волейбол       | 4        | 4     | 8      |
| Спортивне орієнтування | 5        | 4     | 9      |
| Стрільба               | 7        | 4     | 11     |
| Тхеквондо              | 6        | 5     | 11     |
| Футбол                 | 23       | 0     | 23     |
| Всього                 | 136      | 86    | 222    |

## Бадмінтон
Чоловіки
| Спортсмени                    | Змагання | Груповий етап                           | Груповий етап                     | Груповий етап | Раунд 1/32                            | Раунд 1/16                    | Раунд 1/8        | Чвертьфінал      | Півфінал         | Фінал            | Фінал           |                 |
| Спортсмени                    | Змагання | 1 матч                                  | 2 матч                            | Місце         | Раунд 1/32                            | Раунд 1/16                    | Раунд 1/8        | Чвертьфінал      | Півфінал         | Фінал            | Фінал           |                 |
| Спортсмени                    | Змагання | Суперник Рахунок                        | Суперник Рахунок                  | Місце         | Суперник Рахунок                      | Суперник Рахунок              | Суперник Рахунок | Суперник Рахунок | Суперник Рахунок | Суперник Рахунок | Місце           |                 |
| ----------------------------- | -------- | --------------------------------------- | --------------------------------- | ------------- | ------------------------------------- | ----------------------------- | ---------------- | ---------------- | ---------------- | ---------------- | --------------- | --------------- |
| Сергій Дащенко                | Одиночки | Рохіт Бхакер (IND) Перемога 2-1         | Хасан Балгелді (TUR) Перемога 2-0 | 1             | Додукан Їльмаз (TUR) Перемога 2-0     | Сео Миєнгсу (KOR) Поразка 0-2 | Завершив виступ  | Завершив виступ  | Завершив виступ  | Завершив виступ  | 16              |                 |
| Сергій Коваленко              | Одиночки | Махеш Махеш (IND) Перемога 2-0          | Чінесі Т. (TPE) Перемога 2-0      | 1             | Іттікорн Панянган (THA) Поразка 1-2   | Завершив виступ               | Завершив виступ  | Завершив виступ  | Завершив виступ  | Завершив виступ  | Завершив виступ | Завершив виступ |
| Тарас Негар                   | Одиночки | Іттікорн Панянган (THA) Поразка 1-2     | Михаїл Єфремов (RUS) Поразка 0-2  | 3             | Завершив виступ                       | Завершив виступ               | Завершив виступ  | Завершив виступ  | Завершив виступ  | Завершив виступ  | 33              |                 |
| Петро Такало                  | Одиночки | Матеуш-Рока Да-Коста (BRA) Перемога 2-0 | Додукан Їльмаз (TUR) Перемога 2-0 | 1             | Артмем Карпов (RUS) Поразка 0-2       | Завершив виступ               | Завершив виступ  | Завершив виступ  | Завершив виступ  | Завершив виступ  | Завершив виступ |                 |
| Сергій Дащенко Тарас Негар    | Пара     | Лау/Там (HKG) Перемога 2-0              | Гетов/Тянков (BUL) Перемога 2-0   | 1             | Довидайтіс/Резнікас (LTU) Поразка 0-2 | Завершили виступ              | Завершили виступ | Завершили виступ | Завершили виступ | Завершили виступ | 9               |                 |
| Сергій Коваленко Петро Такало | Пара     | Сантос/Дос-Сантос (BRA) Перемога 2-0    | Матаян/Пунянгам (THA) Поразка 1-2 | 2             | Сео/Шин (KOR) Поразка 0-2             | Завершили виступ              | Завершили виступ | Завершили виступ | Завершили виступ | Завершили виступ | 9               |                 |

Жінки
| Спортсмени                   | Змагання | Груповий етап                        | Груповий етап                   | Груповий етап            | Груповий етап | Раунд 1/32                            | Раунд 1/16                        | Раунд 1/8        | Чвертьфінал      | Півфінал         | Фінал            | Фінал            |                  |
| Спортсмени                   | Змагання | 1 матч                               | 2 матч                          | 3 матч                   | Місце         | Раунд 1/32                            | Раунд 1/16                        | Раунд 1/8        | Чвертьфінал      | Півфінал         | Фінал            | Фінал            |                  |
| Спортсмени                   | Змагання | Суперник Рахунок                     | Суперник Рахунок                | Суперник Рахунок         | Місце         | Суперник Рахунок                      | Суперник Рахунок                  | Суперник Рахунок | Суперник Рахунок | Суперник Рахунок | Суперник Рахунок | Місце            |                  |
| ---------------------------- | -------- | ------------------------------------ | ------------------------------- | ------------------------ | ------------- | ------------------------------------- | --------------------------------- | ---------------- | ---------------- | ---------------- | ---------------- | ---------------- | ---------------- |
| Іванна Горобець              | Одиночки | Бун Вей-Їн (MAS) Поразка 0-2         | Шинадо Чихіро (JPN) Поразка 0-2 | Н/Д                      | 3             | Завершила виступ                      | Завершила виступ                  | Завершила виступ | Завершила виступ | Завершила виступ | Завершила виступ | 33               |                  |
| Богдана Губаньова            | Одиночки | Ван Мен (CHN) Поразка 0-2            | Чань Він-Сун (HKG) Перемога 2-0 | Н/Д                      | 2             | Хале Кукуксевігілі (TUR) Перемога 2-0 | Нагахара Манамі (JPN) Поразка 0-2 | Завершила виступ | Завершила виступ | Завершила виступ | Завершила виступ | Завершила виступ | Завершила виступ |
| Анна Чорна                   | Одиночки | Яо Дані (CHN) Поразка 0-2            | Єон Сеохва (KOR) Поразка 0-2    | Н/Д                      | 3             | Завершила виступ                      | Завершила виступ                  | Завершила виступ | Завершила виступ | Завершила виступ | Завершила виступ | 33               |                  |
| Богдана Губаньова Анна Чорна | Пара     | Дормідонт/Хакімова (RUS) Поразка 0-2 | У.В./Наллурі (IND) Перемога 2-0 | Бун/Фу (MAS) Поразка 0-2 | 3             | Завершили виступ                      | Завершили виступ                  | Завершили виступ | Завершили виступ | Завершили виступ | Завершили виступ | Завершили виступ |                  |

Змішані
| Спортсмени          | Змагання | Груповий етап                     | Груповий етап                          | Груповий етап                  | Груповий етап | Раунд 1/32                            | Раунд 1/16                         | Раунд 1/8        | Чвертьфінал      | Півфінал         | Фінал            | Фінал            |
| Спортсмени          | Змагання | 1 матч                            | 2 матч                                 | 3 матч                         | Місце         | Раунд 1/32                            | Раунд 1/16                         | Раунд 1/8        | Чвертьфінал      | Півфінал         | Фінал            | Фінал            |
| Спортсмени          | Змагання | Суперник Рахунок                  | Суперник Рахунок                       | Суперник Рахунок               | Місце         | Суперник Рахунок                      | Суперник Рахунок                   | Суперник Рахунок | Суперник Рахунок | Суперник Рахунок | Суперник Рахунок | Місце            |
| ------------------- | -------- | --------------------------------- | -------------------------------------- | ------------------------------ | ------------- | ------------------------------------- | ---------------------------------- | ---------------- | ---------------- | ---------------- | ---------------- | ---------------- |
| Негар/Горобець      | Пара     | Урал/Ергінкан (TUR) Перемога 2-0  | Антонов/Дормідонтова (RUS) Поразка 0-2 | Н/Д                            | 2             | Коваленко/Губаньова (UKR) Поразка 0-2 | Завершили виступ                   | Завершили виступ | Завершили виступ | Завершили виступ | Завершили виступ | 33               |
| Такало/Чорна        | Пара     | Нумакура/Шинадо (JPN) Поразка 1-2 | Гуломзода/Штайгер (RUS) Поразка 0-2    | Н/Д                            | 3             | Завершили виступ                      | Завершили виступ                   | Завершили виступ | Завершили виступ | Завершили виступ | Завершили виступ | Завершили виступ |
| Коваленко/Губаньова | Пара     | Охта/Нагахара (JPN) Перемога 2-1  | Сусанто/Венаталья (INA) Перемога 2-1   | Гетов/Бозева (BUL) Перемога 2- | 1             | Негар/Горобець (UKR) Перемога 2-0     | Єфремов/Хакімова (RUS) Поразка 0-2 | Завершили виступ | Завершили виступ | Завершили виступ | Завершили виступ | Завершили виступ |

| Спортсмени                                                                                            | Змагання | Груповий етап         | Груповий етап              | Груповий етап | Чвертьфінал                   | Півфінал         | Фінал            | Фінал            |
| Спортсмени                                                                                            | Змагання | 1 матч                | 2 матч                     | Місце         | Чвертьфінал                   | Півфінал         | Фінал            | Фінал            |
| Спортсмени                                                                                            | Змагання | Суперник Рахунок      | Суперник Рахунок           | Місце         | Суперник Рахунок              | Суперник Рахунок | Суперник Рахунок | Місце            |
| --- | -------- | --------------------- | -------------------------- | ------------- | ----------------------------- | ---------------- | ---------------- | ---------------- |
| Сергій Дащенко Сергій Коваленко Тарас Негар Петро Такало Іванна Горобець Богдана Губаньова Анна Чорна | Збірна   | Бразилія Перемога 4-1 | Південна Корея Поразка 0-5 | 2             | Китайський Тайбей Поразка 1-3 | Завершили виступ | Завершили виступ | Завершили виступ |

## Баскетбол

### Чоловіча збірна
Склад: Сергій Букін, Олександр Діденко, Максим Кім, Єгор Кропив'янський, Олександр Кузнецов, Дмитро Мельниченко, Андрій Раус, Павло Рязанцев, Юрій Стрижевський, Олександр Фоменко, Станіслав Шестириков, Кирило Яковлєв.
Груповий етап
| Місце | Команда   | І | В | П | МЗ  | МП  | МР   | О  | ДП |
| ----- | --------- | - | - | - | --- | --- | ---- | -- | -- |
| 1     | Україна   | 5 | 5 | 0 | 328 | 251 | 77   | 10 |    |
| 2     | Росія     | 5 | 4 | 1 | 414 | 300 | 114  | 9  |    |
| 3     | Аргентина | 5 | 3 | 2 | 342 | 349 | -7   | 8  |    |
| 4     | Словенія  | 5 | 2 | 3 | 381 | 315 | 66   | 7  |    |
| 5     | Австралія | 5 | 1 | 4 | 317 | 296 | 71   | 6  |    |
| 6     | Кенія     | 5 | 0 | 5 | 163 | 434 | -271 | 5  |    |

Груповий етап 

| 19 липня 2017 16:00 |                                                                                    | Україна | 78–21                                        | Кенія |  | Судді: Антоніос Коутсоумаріс |
| 19 липня 2017 16:00 | Рахунок за чвертями: 18-4, 24-3, 19-9, 20-5                                        |         |                                              |       |  | Судді: Антоніос Коутсоумаріс |
| 19 липня 2017 16:00 | Очки: Фоменко, Кузнецов 15 Підб.: Кропив'янський, Мельниченко, Яковлєв 7 РП: Кім 4 |         | Очки: Огека 9 Підб.: Ньябаро 9 РП: Мусалія 2 |       |  | Судді: Антоніос Коутсоумаріс |

| 20 липня 2017 16:00 |                                                                                       | Аргентина | 63–70                                            | Україна |  | Судді: Лі Хсін-Да |
| 20 липня 2017 16:00 | Рахунок за чвертями: 9-10, 14-26, 20-17, 20-17                                        |           |                                                  |         |  | Судді: Лі Хсін-Да |
| 20 липня 2017 16:00 | Очки: Фернадез 21 Підб.: Герейро, Фернадез 7 РП: Фабер, Кармагнач, Рейна, Фернандез 2 |           | Очки: Яковлєв 13 Підб.: Рязанцев 9 РП: Яковлєв 5 |         |  | Судді: Лі Хсін-Да |

| 21 липня 2017 13:30 |                                                 | Україна | 60–57                                      | Словенія |  | Судді: Ніхат Сетін |
| 21 липня 2017 13:30 | Рахунок за чвертями: 12-16, 17-13, 15-16, 16-12 |         |                                            |          |  | Судді: Ніхат Сетін |
| 21 липня 2017 13:30 | Очки: Раус 15 Підб.: Раус 11 РП: Раус 4         |         | Очки: Лукіч 10 Підб.: Зупан 18 РП: Лукіч 4 |          |  | Судді: Ніхат Сетін |

| 23 липня 2017 11:00 |                                                | Аргентина | 45–52                                                   | Україна |  | Судді: Морілла-Манел Іглесіас |
| 23 липня 2017 11:00 | Рахунок за чвертями: 11-12, 4-15, 15-15, 15-10 |           |                                                         |         |  | Судді: Морілла-Манел Іглесіас |
| 23 липня 2017 11:00 | Очки: Джексон 11 Підб.: Джексон 13 РП: Білий 3 |           | Очки: Раус 14 Підб.: Рязанцев, Кузнецов 6 РП: Фоменко 4 |         |  | Судді: Морілла-Манел Іглесіас |

| 24 липня 2017 16:00 |                                                                 | Росія | 65–68                                         | Україна |  | Судді: Алі Сукачі |
| 24 липня 2017 16:00 | Рахунок за чвертями: 14-15, 19-21, 22-15, 10-17                 |       |                                               |         |  | Судді: Алі Сукачі |
| 24 липня 2017 16:00 | Очки: Гекман 20 Підб.: Гекман, Гусев, Бочков 8 РП: Лапінський 5 |       | Очки: Букін 15 Підб.: Букін 10 РП: Рязанцев 5 |         |  | Судді: Алі Сукачі |

Чвертьфінал
| 25 липня 2017 18:30 |                                                  | Україна | 72–57                                                  | Туреччина |  | Судді: Оскар Алой-Де-Геа |
| 25 липня 2017 18:30 | Рахунок за чвертями: 15-18, 11-15, 18-9, 28-15   |         |                                                        |           |  | Судді: Оскар Алой-Де-Геа |
| 25 липня 2017 18:30 | Очки: Яковлєв 19 Підб.: Рязанцев 9 РП: Фоменко 5 |         | Очки: Дурсун 16 Підб.: Каратас 17 РП: Дурсун, Чітлак 3 |           |  | Судді: Оскар Алой-Де-Геа |

Півфінал
| 27 липня 2017 18:30 |                                                                                        | Венесуела | 59–58                                       | Україна |  | Судді: Альпер Озгок |
| 27 липня 2017 18:30 | Рахунок за чвертями: 15-12, 14-17, 10-13, 20-16                                        |           |                                             |         |  | Судді: Альпер Озгок |
| 27 липня 2017 18:30 | Очки: Креспо-Колменарез 18 Підб.: Креспо-Колменарез, Авіла-Флорес 7 РП: Стрижевський 4 |           | Очки: Фоменко 23 Підб.: Рязанцев, Фоменко 9 |         |  | Судді: Альпер Озгок |

Матч за 3-є місце
| 29 липня 2017 13:30 | Протокол | Греція                                                       | 57–63 | Україна                                          |  | Судді: Манел-Морілла Іглесіас |
| 29 липня 2017 13:30 | Протокол | Рахунок за чвертями: 19-9, 9-23, 17-16, 12-15                |       |                                                  |  | Судді: Манел-Морілла Іглесіас |
| 29 липня 2017 13:30 | Протокол | Очки: Петалас 15 Підб.: Тасіоуліс 4 РП: Нтікоувіс, Петалас 8 |       | Очки: Яковлєв 16 Підб.: Рязанцев 9 РП: Фоменко 4 |  | Судді: Манел-Морілла Іглесіас |

### Жіноча збірна
Склад: Неля Бражникова, Юлія Броницька, Ольга Кальченко, Тетяна Кулінок, Олеся Легенька, Ганна Мельничук, Юлія Москалець, Марта Сєдєльнікова, Аліна Терещенко, Олена Хороших
Груповий етап
| Місце | Команда   | І | В | П | МЗ  | МП  | МР   | О | ДП |
| ----- | --------- | - | - | - | --- | --- | ---- | - | -- |
| 1     | Греція    | 3 | 3 | 0 | 180 | 93  | 87   | 6 |    |
| 2     | Україна   | 3 | 2 | 1 | 197 | 126 | 71   | 5 |    |
| 3     | Туреччина | 3 | 1 | 2 | 187 | 130 | 57   | 4 |    |
| 4     | Кенія     | 3 | 0 | 3 | 56  | 271 | -215 | 3 |    |

Груповий етап 

| 20 липня 2017 18:00 | Протокол | Кенія                                               | 11–94 | Україна                                                                           |  | Судді: Цакан Ертурк |
| 20 липня 2017 18:00 | Протокол | Рахунок за чвертями: 3-37, 0-17, 4-15, 4-25         |       |                                                                                   |  | Судді: Цакан Ертурк |
| 20 липня 2017 18:00 | Протокол | Очки: Мвінгі 6 Підб.: Нзаває, Мбунду 5 РП: Мбунду 5 |       | Очки: Кальченко 19 Підб.: Броницька, Легенька, Москалець, Хороших 7 РП: Кулінок 7 |  | Судді: Цакан Ертурк |

| 22 липня 2017 18:00 | Протокол | Україна                                                | 68–62 | Туреччина                                               |  | Судді: Антоніос Коутсоумаріс |
| 22 липня 2017 18:00 | Протокол | Рахунок за чвертями: 16-13, 17-16, 19-19, 16-14        |       |                                                         |  | Судді: Антоніос Коутсоумаріс |
| 22 липня 2017 18:00 | Протокол | Очки: Кальченко 21 Підб.: Кальченко 15 РП: Кальченко 7 |       | Очки: Косе 24 Підб.: Белгілі 20 РП: Косе, Узундурукан 4 |  | Судді: Антоніос Коутсоумаріс |

| 24 липня 2017 11:00 | Протокол | Греція                                        | 53–35 | Україна                                                    |  | Судді: Лі Хсін-Да |
| 24 липня 2017 11:00 | Протокол | Рахунок за чвертями: 15-5, 16-23, 7-22, 15-5  |       |                                                            |  | Судді: Лі Хсін-Да |
| 24 липня 2017 11:00 | Протокол | Очки: Патера 14 Підб.: Воудоурі 8 РП: Чайна 8 |       | Очки: Кулінок 17 Підб.: Сєдєльнікова 3 РП: Сєдєльнікова 10 |  | Судді: Лі Хсін-Да |

Чвертьфінал
| 25 липня 2017 11:00 | Протокол | Україна                                                                         | 60–33 | Польща                                                            |  | Судді: Цакан Ертурк |
| 25 липня 2017 11:00 | Протокол | Рахунок за чвертями: 20-2, 4-10, 17-13, 19-8                                    |       |                                                                   |  | Судді: Цакан Ертурк |
| 25 липня 2017 11:00 | Протокол | Очки: Кальченко, Москалець 21 Підб.: Кальченко, Сєдєльнікова 9 РП: Бражникова 4 |       | Очки: Криговська 13 Підб.: Криговська 9 РП: Криговська, Довейко 2 |  | Судді: Цакан Ертурк |

Півфінал
| 27 липня 2017 11:00 | Протокол | Україна                                                | 40–63 | Литва                                                             |  | Судді: Алі Сакасі |
| 27 липня 2017 11:00 | Протокол | Рахунок за чвертями: 3-16, 21-16, 11-17, 5-14          |       |                                                                   |  | Судді: Алі Сакасі |
| 27 липня 2017 11:00 | Протокол | Очки: Кальченко 16 Підб.: Кальченко 9 РП: Бражникова 3 |       | Очки: Бурбайте-Мусіюлієне 18 Підб.: Нарасевічіюте 14 РП: Йосите 6 |  | Судді: Алі Сакасі |

Матч за 3-є місце
| 28 липня 2017 13:00 | Протокол | Україна                                             | 52–53 | Італія                                                              |  | Судді: Альвидас Добілас |
| 28 липня 2017 13:00 | Протокол | Рахунок за чвертями: 11-12, 12-14, 13-6, 13-17      |       |                                                                     |  | Судді: Альвидас Добілас |
| 28 липня 2017 13:00 | Протокол | Очки: Кулінок 14 Підб.: Кулінок 13 РП: Бражникова 5 |       | Очки: Соррентіно 19 Підб.: Каскіо, Саутеріелло 11 РП: Джалімберті 3 |  | Судді: Альвидас Добілас |

## Боротьба

### Вільна боротьба
| Спортсмен           | Дисципліна | 1/8                                 | Втішний поєдинок                        | Чвертьфінал                          | Півфінал                                  | Фінал/3 місце                             | Фінал/3 місце |       |
| Спортсмен           | Дисципліна | Суперник Результат                  | Суперник Результат                      | Суперник Результат                   | Суперник Результат                        | Суперник Результат                        | Місце         | Місце |
| ------------------- | ---------- | ----------------------------------- | --------------------------------------- | ------------------------------------ | ----------------------------------------- | ----------------------------------------- | ------------- | ----- |
| Сергій Сущевський   | -57 кг     | Панайот Дімітров (BUL) Поразка 8-19 | Ерхембаяр Намдагдорж (MGL) Поразка 0-10 | Завершив виступ                      | Завершив виступ                           | Завершив виступ                           | 10            |       |
| Андрій Камбур       | -61 кг     | Мехмет-Алі Їгіт (TUR) Перемога 6-5  | Н/Д                                     | Давід Стабіле (ITA) Перемога 6-0     | Алмазбек Ісаков (KGZ) Перемога 12-6       | Аскар Аскаров (RUS) Поразка 0-7           | 2             |       |
| Олег Шейко          | -65 кг     | Шадіяр Пернеш (KAZ) Поразка 6-17    | Завершив виступ                         | Завершив виступ                      | Завершив виступ                           | Завершив виступ                           | 10            |       |
| Віталій Корепанов   | -70 кг     | Н/Д                                 | Н/Д                                     | Гявор Адамян (BLR) Перемога 12-6     | Василій Стрекаловський (RUS) Поразка 12-3 | Христо Кличулов (BUL) Перемога 12-0       | 3             |       |
| Денис Фомін         | -74 кг     | Шакро Чакветадзе (GEO) Поразка 0-10 | Гарік Погосян (ARM) Перемога 10-0       | Н/Д                                  | Н/Д                                       | Александр Цоктоєв (RUS) Поразка 0-10      | 5             |       |
| Анатолій Червоненко | -86 кг     | Алег Валяєв (BLR) Перемога 10-0     | Н/Д                                     | Дурсун Гозел (TUR) Перемога 6-0      | Ангел-Ілієв Ценов (BUL) Перемога 11-0     | Казбек Хугаєв (RUS) Поразка 2-5           | 2             |       |
| Віктор Антипенко    | -97 кг     | Н/Д                                 | Н/Д                                     | Габіт Айдарбеков (KGZ) Перемога 10-0 | Ассилжан Тажиєв (KAZ) Перемога 12-1       | Ільхан Сітак (TUR) Поразка 0-10           | 2             |       |
| Сергій Мінченко     | -125 кг    | Н/Д                                 | Н/Д                                     | Н/Д                                  | Аліреза Раєджи (IRI) Перемога 12-1        | Александрос Парадатос (GRE) Перемога 10-0 | 1             |       |

### Греко-римська боротьба
| Спортсмен          | Дисципліна | 1/8                                | Чвертьфінал                              | Півфінал                            | Фінал/3 місце                      | Фінал/3 місце |       |
| Спортсмен          | Дисципліна | Суперник Результат                 | Суперник Результат                       | Суперник Результат                  | Суперник Результат                 | Місце         | Місце |
| ------------------ | ---------- | ---------------------------------- | ---------------------------------------- | ----------------------------------- | ---------------------------------- | ------------- | ----- |
| Віталій Бутенко    | -59 кг     | Гіоргій Янілідзе (GEO) Поразка 8-5 | Завершив виступ                          | Завершив виступ                     | Завершив виступ                    | 9             |       |
| Олександр Повітчан | -66 кг     | Габіт Ігенбай (KAZ) Перемога 10-6  | Іван Стойлов (BUL) Поразка 0-8           | Завершив виступ                     | Завершив виступ                    | 7             |       |
| Микита Плотвінов   | -71 кг     | Н/Д                                | Андрій Лазукін (RUS) Поразка 0-5         | Завершив виступ                     | Завершив виступ                    | 7             |       |
| Стас Череповський  | -75 кг     | Н/Д                                | Максим Слапік (BLR) Перемога 8-0         | Кадір Кус (TUR) Поразка 5-14        | Арархт Саргсян (ARM) Поразка 13-14 | 5             |       |
| Сергій Гетманченко | -80 кг     | Н/Д                                | Хрісто-Георгієв Павлов (BUL) Поразка 1-2 | Завершив виступ                     | Завершив виступ                    | 9             |       |
| Роман Ященко       | -85 кг     | Н/Д                                | Ангел-Алієв Ценов (BUL) Перемога 7-1     | Расул Дар'яні (IRI) Перемога 2-1    | Давид Трегубов (RUS) Поразка 1-3   | 2             |       |
| Віктор Антипенко   | -98 кг     | Н/Д                                | Віктор Щарбакоу (BLR) Перемога 13-4      | Владислав Тарасов (RUS) Поразка 0-9 | Ассилжан Тажиєв (KAZ) Перемога 4-0 | 3             |       |
| Сергій Мінченко    | -130 кг    | Н/Д                                | Хашем Бябані (IRI) Поразка 2-5           | Завершив виступ                     | Завершив виступ                    | 6             |       |

## Боулінг
Чоловіки
| Спортсмен                                                                                     | Дисципліна | Попередні змагання | Попередні змагання | Півфінал                   | Фінал                            | Фінал            |                  |
| Спортсмен                                                                                     | Дисципліна | Очки               | Місце              | Суперник Результат         | Суперник Результат               | Місце            |                  |
| --------------------------------------------------------------------------------------------- | ---------- | ------------------ | ------------------ | -------------------------- | -------------------------------- | ---------------- | ---------------- |
| Вадим Данилюк                                                                                 | Одиночки   | 996                | 82                 | Завершив виступ            | Завершив виступ                  | Завершив виступ  | Завершив виступ  |
| Назар Дідоренко                                                                               | Одиночки   | 1020               | 71                 | Завершив виступ            | Завершив виступ                  | Завершив виступ  | Завершив виступ  |
| Ростислав Майєр                                                                               | Одиночки   | 990                | 84                 | Завершив виступ            | Завершив виступ                  | Завершив виступ  | Завершив виступ  |
| Сергій Трубін                                                                                 | Одиночки   | 1004               | 76                 | Завершив виступ            | Завершив виступ                  | Завершив виступ  | Завершив виступ  |
| Дмитро Щербаков                                                                               | Одиночки   | 1006               | 75                 | Завершив виступ            | Завершив виступ                  | Завершив виступ  | Завершив виступ  |
| Владислав Яловега                                                                             | Одиночки   | 1107               | 33                 | Завершив виступ            | Завершив виступ                  | Завершив виступ  | Завершив виступ  |
| Ростислав Майєр Сергій Трубін                                                                 | Двійки     | 2220               | 21                 | Завершили виступ           | Завершили виступ                 | Завершили виступ | Завершили виступ |
| Назар Дідоренко Дмитро Щербаков                                                               | Двійки     | 2174               | 28                 | Завершили виступ           | Завершили виступ                 | Завершили виступ | Завершили виступ |
| Вадим Данилюк Владислав Яловега                                                               | Двійки     | 2165               | 30                 | Завершили виступ           | Завершили виступ                 | Завершили виступ | Завершили виступ |
| Вадим Данилюк Ростислав Майєр Владислав Яловега                                               | Трійки     | 3650               | 2                  | Франція (FRA) Перемога 2-1 | Південна Корея (KOR) Поразка 0-1 | 2                |                  |
| Назар Дідоренко Сергій Трубін Дмитро Щербаков                                                 | Трійки     | 3257               | 16                 | Завершили виступ           | Завершили виступ                 | Завершили виступ |                  |
| Вадим Данилюк Назар Дідоренко Ростислав Майєр Сергій Трубін Дмитро Щербаков Владислав Яловега | Команда    | 5886               | 3                  | Росія (RUS) Перемога 2-0   | Німеччина (GER) Поразка 1-2      | 2                |                  |

| Спортсмен         | Дисципліна | 1/32                        | 1/16                           | Чвертьфінал              | Півфінал           | Фінал              | Фінал           |                 |
| Спортсмен         | Дисципліна | Суперник Результат          | Суперник Результат             | Суперник Результат       | Суперник Результат | Суперник Результат | Місце           |                 |
| ----------------- | ---------- | --------------------------- | ------------------------------ | ------------------------ | ------------------ | ------------------ | --------------- | --------------- |
| Владислав Яловега | Мастер     | О. Басак (TUR) Перемога 2-1 | Ф. Алромейх (KSA) Перемога 2-1 | І. Сео (KOR) Поразка 1-2 | Завершив виступ    | Завершив виступ    | Завершив виступ | Завершив виступ |

Жінки
| Спортсмен                                                                                        | Дисципліна | Попередні змагання | Попередні змагання | Півфінал                         | Фінал                             | Фінал            |                  |
| Спортсмен                                                                                        | Дисципліна | Очки               | Місце              | Суперник Результат               | Суперник Результат                | Місце            |                  |
| ------------------------------------------------------------------------------------------------ | ---------- | ------------------ | ------------------ | -------------------------------- | --------------------------------- | ---------------- | ---------------- |
| Олена Болтовніна                                                                                 | Одиночки   | 1007               | 36                 | Завершила виступ                 | Завершила виступ                  | Завершила виступ | Завершила виступ |
| Дарина Величко                                                                                   | Одиночки   | 1002               | 37                 | Завершила виступ                 | Завершила виступ                  | Завершила виступ | Завершила виступ |
| Алла Д'яченко                                                                                    | Одиночки   | 997                | 40                 | Завершила виступ                 | Завершила виступ                  | Завершила виступ | Завершила виступ |
| Анжеліка Жукова                                                                                  | Одиночки   | 1050               | 29                 | Завершила виступ                 | Завершила виступ                  | Завершила виступ | Завершила виступ |
| Катерина Ковальчук                                                                               | Одиночки   | 1068               | 22                 | Завершила виступ                 | Завершила виступ                  | Завершила виступ | Завершила виступ |
| Людмила Трубіна                                                                                  | Одиночки   | 963                | 44                 | Завершила виступ                 | Завершила виступ                  | Завершила виступ | Завершила виступ |
| Дарина Величко Алла Д'яченко                                                                     | Двійки     | 2130               | 9                  | Завершили виступ                 | Завершили виступ                  | Завершили виступ | Завершили виступ |
| Олена Болтовніна Людмила Трубіна                                                                 | Двійки     | 2085               | 14                 | Завершили виступ                 | Завершили виступ                  | Завершили виступ | Завершили виступ |
| Анжеліка Жукова Катерина Ковальчук                                                               | Двійки     | 1988               | 21                 | Завершили виступ                 | Завершили виступ                  | Завершили виступ | Завершили виступ |
| Дарина Величко Алла Д'яченко Катерина Ковальчук                                                  | Трійки     | 3450               | 3                  | Росія (RUS) Перемога 2-1         | Південна Корея (KOR) Перемога 1-0 | 1                |                  |
| Олена Болтовніна Анжеліка Жукова Людмила Трубіна                                                 | Трійки     | 2951               | 12                 | Завершили виступ                 | Завершили виступ                  | Завершили виступ | Завершили виступ |
| Олена Болтовніна Дарина Величко Алла Д'яченко Анжеліка Жукова Катерина Ковальчук Людмила Трубіна | Команда    | 6260               | 4                  | Південна Корея (KOR) Поразка 0-2 | Завершили виступ                  | 3                |                  |

| Спортсмен          | Дисципліна | 1/32                         | 1/16                        | Чвертьфінал        | Півфінал           | Фінал              | Фінал            |
| Спортсмен          | Дисципліна | Суперник Результат           | Суперник Результат          | Суперник Результат | Суперник Результат | Суперник Результат | Місце            |
| ------------------ | ---------- | ---------------------------- | --------------------------- | ------------------ | ------------------ | ------------------ | ---------------- |
| Алла Д'яченко      | Мастер     | М. Клінке (GER) Перемога 2-0 | О. Лотіна (RUS) Поразка 0-2 | Завершила виступ   | Завершила виступ   | Завершила виступ   | Завершила виступ |
| Катерина Ковальчук | Мастер     | Т. Байсал (GRE) Перемога 2-1 | Кім. Дж. (KOR) Поразка 0-2  | Завершила виступ   | Завершила виступ   | Завершила виступ   | Завершила виступ |

## Волейбол

### Чоловіча збірна
| М | Команда | Очки | Матчі | Матчі | Сети | Сети | Сети  | Мʼячі | Мʼячі | Мʼячі |
| М | Команда | Очки | В     | П     | В    | П    | В:П   | В     | П     | В:П   |
| - | ------- | ---- | ----- | ----- | ---- | ---- | ----- | ----- | ----- | ----- |
| 1 | Україна | 8    | 4     | 0     | 12   | 2    | 6.000 | 336   | 222   | 1.514 |
| 2 | Росія   | 7    | 3     | 1     | 11   | 5    | 2.200 | 364   | 325   | 1.120 |
| 3 | Іран    | 7    | 2     | 3     | 8    | 7    | 1.143 | 304   | 309   | 0.984 |
| 4 | США     | 6    | 1     | 4     | 4    | 10   | 0.400 | 271   | 335   | 0.809 |
| 4 | Польща  | 5    | 0     | 5     | 1    | 12   | 0.083 | 228   | 312   | 0.731 |

Груповий турнір
| Дата   | Час   |         | Рахунок |         | Сет 1 | Сет 2 | Сет 3 | Сет 4 | Сет 5 | Всього  | Звіт |
| ------ | ----- | ------- | ------- | ------- | ----- | ----- | ----- | ----- | ----- | ------- | ---- |
| 20 лип | 15:00 | Україна | 3–2     | Росія   | 20-25 | 32-30 | 25-21 | 19-25 | 15-12 | 111-113 | Звіт |
| 21 лип | 13:00 | США     | 0–3     | Україна | 15-25 | 10-25 | 8-25  |       |       | 33-75   | Звіт |
| 22 лип | 13:00 | Україна | 3–0     | Іран    | 25-16 | 25-11 | 25-17 |       |       | 75-44   | Звіт |
| 23 лип | 15:00 | Польща  | 0–3     | Україна | 12-25 | 7-25  | 13-25 |       |       | 32-75   | Звіт |

Чвертьфінал
| Дата   | Час   |          | Рахунок |         | Сет 1 | Сет 2 | Сет 3 | Сет 4 | Сет 5 | Всього | Звіт |
| ------ | ----- | -------- | ------- | ------- | ----- | ----- | ----- | ----- | ----- | ------ | ---- |
| 25 лип | 17:00 | Бразилія | 0–3     | Україна | 14-25 | 19-25 | 9-25  |       |       | 42-75  | Звіт |

Півфінал
| Дата   | Час   |       | Рахунок |         | Сет 1 | Сет 2 | Сет 3 | Сет 4 | Сет 5 | Всього | Звіт |
| ------ | ----- | ----- | ------- | ------- | ----- | ----- | ----- | ----- | ----- | ------ | ---- |
| 26 лип | 17:30 | Росія | 1–3     | Україна | 19-25 | 25-22 | 17-25 | 20-25 |       | 81-97  | Звіт |

Фінал
| Дата   | Час   |           | Рахунок |         | Сет 1 | Сет 2 | Сет 3 | Сет 4 | Сет 5 | Всього | Звіт |
| ------ | ----- | --------- | ------- | ------- | ----- | ----- | ----- | ----- | ----- | ------ | ---- |
| 28 лип | 17:30 | Туреччина | 3–0     | Україна | 25-22 | 25-21 | 25-23 |       |       | 75-66  | Звіт |

### Жіноча збірна
| М | Команда  | Очки | Матчі | Матчі | Сети | Сети | Сети  | Мʼячі | Мʼячі | Мʼячі |
| М | Команда  | Очки | В     | П     | В    | П    | В:П   | В     | П     | В:П   |
| - | -------- | ---- | ----- | ----- | ---- | ---- | ----- | ----- | ----- | ----- |
| 1 | США      | 6    | 3     | 0     | 9    | 2    | 4.500 | 268   | 193   | 1.389 |
| 2 | Україна  | 5    | 2     | 1     | 7    | 4    | 1.750 | 251   | 212   | 1.184 |
| 3 | Польща   | 4    | 1     | 2     | 5    | 8    | 0.625 | 259   | 293   | 0.884 |
| 4 | Бразилія | 3    | 0     | 3     | 2    | 9    | 0.222 | 180   | 260   | 0.692 |

Груповий турнір
| Дата   | Час   |         | Рахунок |          | Сет 1 | Сет 2 | Сет 3 | Сет 4 | Сет 5 | Всього | Звіт |
| ------ | ----- | ------- | ------- | -------- | ----- | ----- | ----- | ----- | ----- | ------ | ---- |
| 19 лип | 15:00 | Україна | 3–0     | Бразилія | 25–19 | 25–15 | 25–8  |       |       | 75–42  | Звіт |
| 20 лип | 15:00 | Україна | 1–3     | США      | 18-25 | 25-22 | 20-25 | 16-25 |       | 79-97  | Звіт |
| 22 лип | 15:00 | Польща  | 1–3     | Україна  | 18-25 | 16-25 | 25-22 | 14-25 |       | 73-97  | Звіт |

Чвертьфінал
| Дата   | Час   |       | Рахунок |         | Сет 1 | Сет 2 | Сет 3 | Сет 4 | Сет 5 | Всього | Звіт |
| ------ | ----- | ----- | ------- | ------- | ----- | ----- | ----- | ----- | ----- | ------ | ---- |
| 25 лип | 12:30 | Росія | 1–3     | Україна | 25-22 | 17-25 | 19-25 | 17-25 |       | 78-97  | Звіт |

Півфінал
| Дата   | Час   |        | Рахунок |         | Сет 1 | Сет 2 | Сет 3 | Сет 4 | Сет 5 | Всього | Звіт |
| ------ | ----- | ------ | ------- | ------- | ----- | ----- | ----- | ----- | ----- | ------ | ---- |
| 26 лип | 11:00 | Японія | 3–0     | Україна | 25-18 | 25-23 | 25-20 |       |       | 75-61  | Звіт |

Матч за 3-є місце
| Дата   | Час   |         | Рахунок |     | Сет 1 | Сет 2 | Сет 3 | Сет 4 | Сет 5 | Всього | Звіт |
| ------ | ----- | ------- | ------- | --- | ----- | ----- | ----- | ----- | ----- | ------ | ---- |
| 28 лип | 13:00 | Україна | 0–3     | США | 16-25 | 12-25 | 22-25 |       |       | 50-75  | Звіт |

## Дзюдо
Чоловіки
| Спортсмен | Дисципліна | 1/16                                         | Чвертьфінал                             | Півфінал                          | Фінал/3 місце                           | Фінал/3 місце |       |
| Спортсмен | Дисципліна | Суперник Результат                           | Суперник Результат                      | Суперник Результат                | Суперник Результат                      | Місце         | Місце |
| --- | ---------- | -------------------------------------------- | --------------------------------------- | --------------------------------- | --------------------------------------- | ------------- | ----- |
| Алім Брижак | -60 кг     | Нандінбаатар Ганлхагва (MGL) Перемога        | Мехрдад Бодажжі (IRI) Поразка           | Еркан Есенбога (TUR) Поразка      | Хан Муєнджин (KOR) Поразка              | 5             |       |
| Владислав Мозирев | -66 кг     | Н/Д                                          | Шинебаяр Байгалмаа (MGL) Перемога       | Шайахмет Канапіянов (KAZ) Поразка | Джошуа Хаєсі (FRA) Перемога             | 3             |       |
| Дмитро Шеретов | -73 кг     | Джоні-Хесус Гередія-Фернандез (VEN) Перемога | Каміл Брассе (FRA) Перемога             | Кевін Де Саеделеер (BEL) Перемога | Беляєв Сергій Юрійович (RUS) Перемога   | 1             |       |
| Лука Нетяга | -81 кг     | Заур Беданоков (RUS) Поразка                 | Завершив виступ                         | Завершив виступ                   | Завершив виступ                         | 7             |       |
| Володимир Маклаков                                                                                                   | -90 кг     | Янг Джунгму (KOR) Поразка                    | Завершив виступ                         | Завершив виступ                   | Завершив виступ                         | 7             |       |
| Андрій Погорелов | -100 кг    | Н/Д                                          | Атанас Мірославов Іванов (BUL) Перемога | Баасадорж Давааням (MGL) Поразка  | Самет Булут (TUR) Поразка               | 5             |       |
| Антон Слушний | +100 кг    | Н/Д                                          | Масоуд Растегар (IRI) Перемога          | Ілгіз Уюлу Каналбек (KGZ) Поразка | Благой Дімітров Поповчев (BUL) Перемога | 3             |       |
| Антон Слушний Алім Брижак Андрій Пензій Владислав Мозирев Володимир Маклаков Євген Нехаєв Лука Нетяга Дмитро Шеретов | Команда    | Н/Д                                          | Монголія (MGL) Перемога 5-0             | Південна Корея (KOR) Поразка 2-3  | Франція (FRA) Перемога 3-2              | 3             |       |

Жінки
| Спортсмен                                                                                            | Дисципліна | 1/16                                | Чвертьфінал                        | Півфінал                            | Фінал/3 місце                     | Фінал/3 місце |       |
| Спортсмен                                                                                            | Дисципліна | Суперник Результат                  | Суперник Результат                 | Суперник Результат                  | Суперник Результат                | Місце         | Місце |
| --- | ---------- | ----------------------------------- | ---------------------------------- | ----------------------------------- | --------------------------------- | ------------- | ----- |
| Ксенія Довбищук                                                                                      | -48 кг     | Аляксандра Коршунова (BLR) Перемога | Аліна Поздєєва (RUS) Поразка       | Марія Гуйтрон (MEX) Поразка         | Серпіл Явуз (TUR) Перемога        | 3             |       |
| Анна Шостак                                                                                          | -52 кг     | Н/Д                                 | Домініка Болек (POL) Перемога      | Алтин Ділек (TUR) Перемога          | Чаяна Оржак (POL) Перемога        | 1             |       |
| Катерина Авдєєва                                                                                     | -57 кг     | Н/Д                                 | Лі Джин Хі (KOR) Перемога          | Ліана Тімашева (RUS) Перемога       | Оюнделгерех Баатар (MGL) Перемога | 1             |       |
| Катерина Шепелюк                                                                                     | -63 кг     | Чой Сун Хі (KOR) Перемога           | Хуана Паула Сантос (POR) Перемога  | Єлизавета Трущенко (RUS) Перемога   | Дідем Ерел (TUR) Перемога         | 1             |       |
| Марина Погорелова                                                                                    | -70 кг     | Н/Д                                 | Фатоума Діте М Даою (MLI) Перемога | Хонг Юнмі (KOR ) Поразка            | Дідем Ерел (MLI ) Перемога        | 3             |       |
| Марія Корнійчук                                                                                      | -78 кг     | Пілла Жована (BRA) Перемога         | Муніфе Айдин (TUR ) Перемога       | Чимедлха Мягмарсурен (MGL) Перемога | Заїра Атаєва (RUS) Поразка        | 2             |       |
| Оксана Кравченко                                                                                     | +78 кг     | Н/Д                                 | Натала Бжикци (POL) Перемога       | Наталія Дроздова (RUS) Поразка      | Іпек Ерчин (TUR) Перемога         | 3             |       |
| Катерина Авдєєва Ксенія Довбищук Марія Корнійчук Марина Погорелова Катерина Шепелюк Оксана Кравченко | Команда    | Н/Д                                 | Південна Корея (KOR) Перемога 5-0  | Туреччина (TUR) Перемога 5-0        | Росія (RUS) Перемога 3-2          | 1             |       |

Змішані
| Спортсмен                          | Дисципліна   | 1/16               | Чвертьфінал        | Півфінал           | Фінал/3 місце      | Фінал/3 місце |       |
| Спортсмен                          | Дисципліна   | Суперник Результат | Суперник Результат | Суперник Результат | Суперник Результат | Місце         | Місце |
| ---------------------------------- | ------------ | ------------------ | ------------------ | ------------------ | ------------------ | ------------- | ----- |
| Владислав Мозирев Катерина Шепелюк | Ката-команда | Н/Д                |                    |                    |                    | 3             |       |
| Андрій Пензій Дмитро Єрьоменко     | Ката-команда | Н/Д                |                    |                    |                    | 8             |       |

## Карате
Чоловіки
| Спортсмен                                                                        | Дисципліна               | 1/32                                 | 1/16                                      | Чвертьфінал                            | Півфінал                                  | Фінал/3 місце                                | Фінал/3 місце   |       |
| Спортсмен                                                                        | Дисципліна               | Суперник Результат                   | Суперник Результат                        | Суперник Результат                     | Суперник Результат                        | Суперник Результат                           | Місце           | Місце |
| -------------------------------------------------------------------------------- | ------------------------ | ------------------------------------ | ----------------------------------------- | -------------------------------------- | ----------------------------------------- | -------------------------------------------- | --------------- | ----- |
| Вячеслав Новіков                                                                 | Куміте -60 кг            | Н/Д                                  | Н/Д                                       | Джузеппе Алібранді (ITA) Перемога 8-4  | Тігран Колян (RUS) Поразка 1-1            | Као Вен-Фу (TPE) Перемога 8-0                | 3               |       |
| Максим Беленок                                                                   | Куміте -67 кг            | Н/Д                                  | Ніколаос Моутсокос (GRE) Перемога 8-0     | Хуан-Діаз Матіас (ARG) Перемога 5-0    | Мехмет-Алі Сапмаз (TUR) Поразка 5-9       | Єйксон Андрес (VEN) Перемога 9-2             | 3               |       |
| Володимир Махно                                                                  | Куміте -75 кг            | Н/Д                                  | Н/Д                                       | Маурісіо Торнінкаса (ITA) Перемога 8-0 | Ніколау Хрістов (BUL) Перемога 3-0        | Миколай Козлов (RUS) Поразка 3-6             | 2               |       |
| Володимир Махно                                                                  | Відкриті змагання куміте | Джузеппе Алібранді (ITA) Поразка 3-2 | Завершив виступ                           | Завершив виступ                        | Завершив виступ                           | Завершив виступ                              | Завершив виступ |       |
| Олександр Махно                                                                  | Куміте -84 кг            | Н/Д                                  | Н/Д                                       | Мігель Роча (MEX) Перемога 6-0         | Джованні Імпрота (ITA) Перемога 8-0       | Йорман-Гонзало Вега-Парра (VEN) Поразка 0-0  | 2               |       |
| Олександр Махно                                                                  | Відкриті змагання куміте | Н/Д                                  | Жералдо-Фернандо Зерлін (VEN) Поразка 1-4 | Паскаль Лонгобарді (ITA) Поразка 0-8   | Завершив виступ                           | Завершив виступ                              | 5               |       |
| Олександр Тритяк                                                                 | Куміте +84 кг            | Н/Д                                  | Н/Д                                       | Лу Чін-Фен (TPE) Перемога 3-3          | Хусейн Табартехфарахані (IRI) Поразка 2-5 | Александер-Альфонсо Варгас (VEN) Поразка 0-1 | 5               |       |
| Олександр Тритяк                                                                 | Ката                     | Фатіх Сісек (TUR) Поразка 1-4        | Завершив виступ                           | Завершив виступ                        | Завершив виступ                           | Завершив виступ                              | Завершив виступ |       |
| Олександр Кальник                                                                | Ката                     | Міяшита Акінобу (JPN) Перемога 4-1   | Омар-Хосе Веліс-Кордеро (VEN) Поразка 2-3 | Завершив виступ                        | Завершив виступ                           | Завершив виступ                              | Завершив виступ |       |
| Вячеслав Новіков Максим Беленок Володимир Махно Олександр Махно Олександр Тритяк | Куміте команда           | Н/Д                                  | Н/Д                                       | Китайський Тайбей Перемога 1-0         | Італія Перемога 3-0                       | Іран Перемога 3-0                            | 1               |       |
| Олександр Тритяк Олександр Кальник Владислав Пліш                                | Ката команда             | Н/Д                                  | Італія                                    |                                        |                                           |                                              | 2               |       |

Жінки
| Спортсмен                                               | Дисципліна               | 1/16                                  | Чвертьфінал                       | Півфінал                                       | Фінал/3 місце                    | Фінал/3 місце |       |
| Спортсмен                                               | Дисципліна               | Суперник Результат                    | Суперник Результат                | Суперник Результат                             | Суперник Результат               | Місце         | Місце |
| ------------------------------------------------------- | ------------------------ | ------------------------------------- | --------------------------------- | ---------------------------------------------- | -------------------------------- | ------------- | ----- |
| Марина Губанова                                         | Куміте -50 кг            | Олімпіада Калініна (RUS) Перемога 5-0 | Бахарех Сафарі (IRI) Перемога 1-0 | Ана-Естер Рівера (VEN) Поразка 1-2             | Мелек Моргіл (TUR) Перемога 4-0  | 2             |       |
| Віта Гаврілова                                          | Куміте -55 кг            | Н/Д                                   | Н/Д                               | Атефех Баят (IRI) Перемога 2-2                 | Наїба Алієва (RUS) Перемога 1-0  | 1             |       |
| Карина Янчук                                            | Куміте -61 кг            | Н/Д                                   | Н/Д                               | Румейса Акюзлу (TUR) Поразка 5-0               | Анна Шарандова (RUS) Поразка 2-0 | 1             |       |
| Карина Янчук                                            | Відкриті змагання куміте | Н/Д                                   | Румейса Акюзлу (TUR) Перемога 1-0 | Ліз-Єралдіне Маркано-Кавеза (VEN) Перемога 0-0 | Інна Мажара (UKR) Перемога 1-1   | 1             |       |
| Інна Мажара                                             | Куміте -68 кг            | Маїра-Бонна Лензі (BRA) Перемога 0-0  | Сара Адрія (IRI) Перемога 7-0     | Дар'я Павлова (RUS) Перемога 3-1               | Мелек Дерекой (TUR) Перемога 9-0 | 1             |       |
| Інна Мажара                                             | Відкриті змагання куміте | Єлена Салміна (KAZ) Перемога 0-0      | Сара Адрія (IRI) Перемога 3-1     | Кадер Ісик (TUR) Перемога 2-0                  | Карина Янчук (UKR) Поразка 1-1   | 2             |       |
| Інна Мажара                                             | Ката                     | Софія Моутсокоу (GRE) Перемога 5-0    | Діана Безоян (RUS) Перемога 4-1   | Ліз-Єральдіне Марчано-Чабеза (VEN) Поразка 1-4 | Аїка Аракакі (JPN) Перемога 4-1  | 3             |       |
| Тетяна Хиль                                             | Ката                     | Сена Сонмез (TUR) Перемога 5-0        | Вень-Фан Лін (TPE) Перемога 5-0   | Діана-Ауксилліадора Годой (VEN) Поразка 1-4    | Мождех Мардані (IRI) Поразка 1-4 | 4             |       |
| Марина Губанова Віта Гаврілова Карина Янчук Інна Мажара | Куміте команда           | Н/Д                                   | Н/Д                               | Туреччина Перемога 2-0                         | Росія Перемога 2-0               | 1             |       |
| Інна Мажара Тетяна Хиль Катерина Масло                  | Ката команда             | Н/Д                                   | Росія                             |                                                |                                  | 3             |       |

## Легка атлетика
Чоловіки
Трекові і шосейні дисципліни
| Спортсмен                                                             | Дисципліна                       | Чвертьфінал | Чвертьфінал | Півфінал  | Півфінал | Фінал           | Фінал |
| Спортсмен                                                             | Дисципліна                       | Результат   | Місце       | Результат | Місце    | Результат       | Місце |
| --------------------------------------------------------------------- | -------------------------------- | ----------- | ----------- | --------- | -------- | --------------- | ----- |
| Дмитро Вишинський                                                     | 100 м                            | 11.30       | 1 Q         | 10.96     | 1 Q      | 10.96           | 1     |
| Максим Пендрак                                                        | 100 м                            | 11.63       | 1 Q         | 11.30     | 6        | Завершив виступ | 14    |
| Микола Носенко                                                        | 100 м                            | 11.37       | 2 Q         | 15.45     | 8        | Завершив виступ | 24    |
| Дмитро Вишинський                                                     | 200 м                            | 23.03       | 1 Q         | 22.15     | 1 Q      | 22.62           | 2     |
| Олексаендр Дмитриєнко                                                 | 200 м                            | 22.69       | 1 Q         | 22.09     | 1 Q      | 22.92           | 5     |
| Микола Носенко                                                        | 200 м                            | DNF         | DNF         | DNF       | DNF      | DNF             | DNF   |
| Дмитро Руденко                                                        | 400 м                            | 49.44       | 1 Q         | 49.26     | 1 Q      | 48.25           | 3     |
| Сергій Драч                                                           | 400 м                            | 49.97       | 1 Q         | 49.98     | 3 q      | 49.67           | 6     |
| Микола Кулик                                                          | 400 метрів з бар'єрами           | Н/Д         | Н/Д         | 55.28     | 2 Q      | 53.96           | 4     |
| Сергій Компанієць                                                     | 400 метрів з бар'єрами           | Н/Д         | Н/Д         | 55.29     | 3 Q      | 54.58           | 5     |
| Дмитро Вишинський Олексаендр Дмитриєнко Максим Пендрак Дмитро Руденко | Чоловіча естафета 4 × 100 метрів | Н/Д         | Н/Д         | 43.02     | 1 Q      | 41.77           | 2     |
| Сергій Драч Сергій Компанієць Микола Кулик Дмитро Руденко             | Чоловіча естафета 4 × 400 метрів | Н/Д         | Н/Д         | 3:22.34   | 1 Q      | 3:16.92         | 2     |

Технічні дисципліни
| Спортсмен             | Дисципліна        | Півфінал           | Півфінал | Фінал              | Місце |
| Спортсмен             | Дисципліна        | Результат в метрах | Місце    | Результат в метрах | Місце |
| --------------------- | ----------------- | ------------------ | -------- | ------------------ | ----- |
| Володимир Данильченко | Стрибки у довжину | 6.24               | 5 Q      | 6.61               | 9     |
| Володимир Данильченко | Потрійний стрибок | Н/Д                | Н/Д      | 15.08              | 3     |
| Олег Білоконь         | Метання диска     | 47.87              | 2 q      | 50.74              | 4     |
| Євген Полухін         | Метання молота    | Н/Д                | Н/Д      | 52.06              | 4     |

Жінки
Трекові і шосейні дисципліни
| Олена Туркова                                                   | 100 м                  | 14.13 | 6   | Завершила виступ | Завершила виступ | Завершила виступ | Завершила виступ |                  |                  |
| Олена Туркова                                                   | 200 м                  | DNS   | DNS | DNS              | DNS              | DNS              | DNS              |                  |                  |
| Вікторія Ландіна                                                | 400 м                  | Н/Д   | Н/Д | 1:00.50          | 3                | Завершила виступ | Завершила виступ | Завершила виступ | Завершила виступ |
| Наталя Єзловецька                                               | 400 м                  | Н/Д   | Н/Д | 59.06            | 2 Q              | 59.10            | 6                |                  |                  |
| Соломія Куприч                                                  | 400 м                  | Н/Д   | Н/Д | 58.67            | 2 Q              | 58.61            | 5                |                  |                  |
| Вікторія Ландіна                                                | 800 м                  | Н/Д   | Н/Д | 2:22.80          | 2 Q              | 2:21.35          | 5                |                  |                  |
| Анастасія Сидоренко                                             | 1500 м                 | Н/Д   | Н/Д | Н/Д              | Н/Д              | 4:34.03          | 3                |                  |                  |
| Анастасія Сидоренко                                             | 5000 м                 | Н/Д   | Н/Д | Н/Д              | Н/Д              | 18:03.58         | 2                |                  |                  |
| Юлія Байрамова                                                  | 10000 м                | Н/Д   | Н/Д | Н/Д              | Н/Д              | Не фінішувала    | Не фінішувала    | Не фінішувала    | Не фінішувала    |
| Олена Туркова                                                   | 100 метрів з бар'єрами | Н/Д   | Н/Д | Н/Д              | Н/Д              | 16.82            | 6                |                  |                  |
| Юлія Шаповал                                                    | 100 метрів з бар'єрами | Н/Д   | Н/Д | Н/Д              | Н/Д              | 14.50            | 2                |                  |                  |
| Вікторія Кочмарик                                               | 400 метрів з бар'єрами | Н/Д   | Н/Д | Н/Д              | Н/Д              | 1:00.93          | 2                |                  |                  |
| Юлія Шаповал                                                    | 400 метрів з бар'єрами | Н/Д   | Н/Д | Н/Д              | Н/Д              | 1:02.20          | 4                |                  |                  |
| Юлія Байрамова                                                  | Марафон                | Н/Д   | Н/Д | Н/Д              | Н/Д              | 3:44:43          | 9                |                  |                  |
| Марія Свинобій                                                  | Марафон                | Н/Д   | Н/Д | Н/Д              | Н/Д              | 3:12:53          | 2                |                  |                  |
| Наталя Єзловецька Вікторія Кочмарик Соломія Куприч Юлія Шаповал | Естафета 4 × 100 м     | Н/Д   | Н/Д | 49.45            | 1 Q              | 48.81            | 2                |                  |                  |
| Наталя Єзловецька Вікторія Кочмарик Соломія Куприч Юлія Шаповал | Естафета 4 × 400 м     | Н/Д   | Н/Д | Н/Д              | Н/Д              | 3:52.62          | 2                |                  |                  |

Технічні дисципліни
| Спортсмен         | Дисципліна     | Півфінал           | Півфінал | Фінал              | Місце |
| Спортсмен         | Дисципліна     | Результат в метрах | Місце    | Результат в метрах | Місце |
| ----------------- | -------------- | ------------------ | -------- | ------------------ | ----- |
| Наталія Урсуленко | Штовхання ядра | Н/Д                | Н/Д      | 13.86              | 4     |
| Наталія Урсуленко | Метання диска  | Н/Д                | Н/Д      | 41.29              | 7     |
| Римма Філімошкіна | Метання молота | Н/Д                | Н/Д      | 61.74              | 2     |
| Юлія Кисильова    | Метання молота | Н/Д                | Н/Д      | 61.54              | 3     |

Багатоборство — Семиборство
| Спортсмен          | Змагання  | 200 м | 800 м   | 100 м з бар'єрами | Стрибок у довжину | Стрибок у висоту | Штовхання ядра | Метання спису | Сума очок | Місце |
| ------------------ | --------- | ----- | ------- | ----------------- | ----------------- | ---------------- | -------------- | ------------- | --------- | ----- |
| Катерина Потапенко | Результат | 27.64 | 2:26.87 | 16.42             | 5.15              | 1.53             | 9.82           | 24.52         | 4203      | 2     |
| Катерина Потапенко | Місце     | 3     | 3       | 3                 | 2                 | 2                | 5              | 7             | 4203      | 2     |

## Настільний теніс
Чоловіки
| Спортсмени                           | Змагання | Груповий етап    | Груповий етап    | Груповий етап | Раунд 1/32                           | Раунд 1/16                            | Чвертьфінал                        | Півфінал                  | Фінал            | Фінал            |                 |
| Спортсмени                           | Змагання | 1 матч           | 2 матч           | Місце         | Раунд 1/32                           | Раунд 1/16                            | Чвертьфінал                        | Півфінал                  | Фінал            | Фінал            |                 |
| Спортсмени                           | Змагання | Суперник Рахунок | Суперник Рахунок | Місце         | Суперник Рахунок                     | Суперник Рахунок                      | Суперник Рахунок                   | Суперник Рахунок          | Суперник Рахунок | Місце            |                 |
| ------------------------------------ | -------- | ---------------- | ---------------- | ------------- | ------------------------------------ | ------------------------------------- | ---------------------------------- | ------------------------- | ---------------- | ---------------- | --------------- |
| Антон Велієв                         | Одиночки |                  |                  |               |                                      | Завершив виступ                       | Завершив виступ                    | Завершив виступ           | Завершив виступ  | Завершив виступ  | Завершив виступ |
| Геннадій Закладний                   | Одиночки |                  |                  |               |                                      |                                       | Гінтаутас Жучна (LTU) Перемога 4-3 | Ван Чон (CHN) Поразка 1-4 | Завершив виступ  | 3                |                 |
| Григорій Кузьменко                   | Одиночки |                  |                  |               |                                      | Завершив виступ                       | Завершив виступ                    | Завершив виступ           | Завершив виступ  | Завершив виступ  |                 |
| Анатолій Яковенко                    | Одиночки |                  |                  |               |                                      | Завершив виступ                       | Завершив виступ                    | Завершив виступ           | Завершив виступ  | Завершив виступ  |                 |
| Антон Велієв Григорій Кузьменко      | Пара     |                  |                  |               | Бенчик/Макай (HUN) Перемога 4-0      | Зізіунас/Наркевічус (LTU) Поразка 0-4 | Завершили виступ                   | Завершили виступ          | Завершили виступ | Завершили виступ |                 |
| Геннадій Закладний Анатолій Яковенко | Пара     |                  |                  |               | Одупетан/Езеквудо (NGR) Перемога 4-0 | Ван/Чан (CHN) Поразка 0-4             | Завершили виступ                   | Завершили виступ          | Завершили виступ | Завершили виступ |                 |

| Спортсмени                                                           | Змагання | Груповий етап        | Груповий етап              | Груповий етап          | Груповий етап     | Груповий етап | Чвертьфінал      | Матч за 5-6 чи 7-8 | Матч за 5-6                 | Матч за 5-6 |
| Спортсмени                                                           | Змагання | 1 матч               | 2 матч                     | 3 матч                 | 4 матч            | Місце         | Чвертьфінал      | Матч за 5-6 чи 7-8 | Матч за 5-6                 | Матч за 5-6 |
| Спортсмени                                                           | Змагання | Суперник Рахунок     | Суперник Рахунок           | Суперник Рахунок       | Суперник Рахунок  | Місце         | Суперник Рахунок | Суперник Рахунок   | Суперник Рахунок            | Місце       |
| -------------------------------------------------------------------- | -------- | -------------------- | -------------------------- | ---------------------- | ----------------- | ------------- | ---------------- | ------------------ | --------------------------- | ----------- |
| Антон Велієв Геннадій Закладний Григорій Кузьменко Анатолій Яковенко | Команда  | Гонконг Перемога 3-1 | Південна Корея Поразка 1-3 | Туреччина Перемога 3-0 | Литва Поразка 1-3 |               |                  | Росія Перемога 3-0 | Південна Корея Перемога 3-2 | 5           |

Жінки
| Спортсмени                         | Змагання | Груповий етап                    | Груповий етап                   | Груповий етап | Раунд 1/32                            | Раунд 1/16                   | Чвертьфінал             | Півфінал         | Фінал            | Фінал            |
| Спортсмени                         | Змагання | 1 матч                           | 2 матч                          | Місце         | Раунд 1/32                            | Раунд 1/16                   | Чвертьфінал             | Півфінал         | Фінал            | Фінал            |
| Спортсмени                         | Змагання | Суперник Рахунок                 | Суперник Рахунок                | Місце         | Суперник Рахунок                      | Суперник Рахунок             | Суперник Рахунок        | Суперник Рахунок | Суперник Рахунок | Місце            |
| ---------------------------------- | -------- | -------------------------------- | ------------------------------- | ------------- | ------------------------------------- | ---------------------------- | ----------------------- | ---------------- | ---------------- | ---------------- |
| Марія Васильєва                    | Одиночки | Емін Кахраман (TUR) Перемога 3-0 | Ідаят Джимох (NGR) Перемога 3-0 | 1             | Анастасія Кудряшова (RUS) Поразка 2-4 | Завершила виступ             | Завершила виступ        | Завершила виступ | Завершила виступ | Завершила виступ |
| Карина Завіновська                 | Одиночки | Полі Саха (IND) Перемога 3-0     | Моніка Дорц (POL) Перемога 3-0  | 1             | Анналена Молл (GER) Перемога 4-1      | Кім Сейон (KOR) Перемога 4-2 | Ші Че (CHN) Поразка 3-4 | Завершила виступ | Завершила виступ | 5                |
| Лариса Старікова                   | Одиночки |                                  |                                 | 1             | Ксенія Маркович (RUS) Перемога 4-0    | Ева Юркова (SVK) Поразка 1-4 | Завершила виступ        | Завершила виступ | Завершила виступ | Завершила виступ |
| Юлія Ходько                        | Одиночки | Ван Че (CHN) Поразка 0-3         | Кім Сейон (KOR) Перемога 3-1    | 2             | Лін Хуан (CHN) Поразка 3-4            | Завершила виступ             | Завершила виступ        | Завершила виступ | Завершила виступ | Завершила виступ |
| Марія Васильєва Карина Завіновська | Пари     |                                  |                                 |               |                                       | (LTU) Поразка 3-4            | Завершили виступ        | Завершили виступ | Завершили виступ | Завершили виступ |
| Лариса Старікова Юлія Ходько       | Пари     |                                  |                                 |               |                                       | (CHN) Поразка 0-4            | Завершили виступ        | Завершили виступ | Завершили виступ | Завершили виступ |

| Спортсмени                                                      | Змагання | Груповий етап      | Груповий етап               | Груповий етап         | Груповий етап         | Груповий етап | Півфінал            | Фінал            | Фінал |
| Спортсмени                                                      | Змагання | 1 матч             | 2 матч                      | 3 матч                | 4 матч                | Місце         | Півфінал            | Фінал            | Фінал |
| Спортсмени                                                      | Змагання | Суперник Рахунок   | Суперник Рахунок            | Суперник Рахунок      | Суперник Рахунок      | Місце         | Суперник Рахунок    | Суперник Рахунок | Місце |
| --------------------------------------------------------------- | -------- | ------------------ | --------------------------- | --------------------- | --------------------- | ------------- | ------------------- | ---------------- | ----- |
| Марія Васильєва Карина Завіновська Лариса Старікова Юлія Ходько | Команда  | Росія Перемога 3-2 | Південна Корея Перемога 3-1 | Угорщина Перемога 3-0 | Хорватія Перемога 3-0 | 1             | Японія Перемога 3-0 | КНР Поразка 2-3  | 2     |

Мікст
| Спортсмени                            | Змагання | Груповий етап    | Груповий етап    | Груповий етап | Раунд 1/32                       | Раунд 1/16                           | Чвертьфінал                 | Півфінал                    | Фінал            | Фінал |
| Спортсмени                            | Змагання | 1 матч           | 2 матч           | Місце         | Раунд 1/32                       | Раунд 1/16                           | Чвертьфінал                 | Півфінал                    | Фінал            | Фінал |
| Спортсмени                            | Змагання | Суперник Рахунок | Суперник Рахунок | Місце         | Суперник Рахунок                 | Суперник Рахунок                     | Суперник Рахунок            | Суперник Рахунок            | Суперник Рахунок | Місце |
| ------------------------------------- | -------- | ---------------- | ---------------- | ------------- | -------------------------------- | ------------------------------------ | --------------------------- | --------------------------- | ---------------- | ----- |
| Марія Васильєва Анатолій Яковенко     | Пари     |                  |                  |               | Бенчик/Фекете (HUN) Перемога 4-0 | Ердоган/Чифткуран (TUR) Перемога 4-0 | Тянь/Хуан (CHN) Поразка 3-4 | Завершили виступ            | Завершили виступ | 5-8   |
| Антон Велієв Лариса Старікова         | Пари     |                  |                  |               | Найк/Жош (IND) Перемога 4-0      | Шин/Лі (KOR) Поразка 0-4             | Завершили виступ            | Завершили виступ            | Завершили виступ | 9-16  |
| Геннадій Закладний Юлія Ходько        | Пари     |                  |                  |               |                                  | Чулков/Марковіч (RUS) Перемога 4-0   | Су/Ван (CHN) Перемога 4-2   | Тянь/Хуан (CHN) Поразка 3-4 | Завершили виступ | 3     |
| Карина Завіновська Григорій Кузьменко | Пари     |                  |                  |               | Тімучин/Акиюз (TUR) Перемога 4-0 | Кейнат/Юркова (SVK) Поразка 1-4      | Завершили виступ            | Завершили виступ            | Завершили виступ | 9-16  |

## Плавання
Чоловіки
| Спортсмен | Дисципліна                                     | Попередній заплив | Попередній заплив | Півфінал        | Півфінал        | Фінал           | Фінал           |                 |                 |
| Спортсмен | Дисципліна                                     | Час               | Місце             | Час             | Місце           | Час             | Місце           |                 |                 |
| --- | ---------------------------------------------- | ----------------- | ----------------- | --------------- | --------------- | --------------- | --------------- | --------------- | --------------- |
| Денис Бистревський | 50 метрів вільним стилем                       | 25.44             | 4                 | Завершив виступ | Завершив виступ | Завершив виступ | Завершив виступ |                 |                 |
| Денис Бистревський | 100 метрів вільним стилем                      | 54.66             | 3                 | Завершив виступ | Завершив виступ | Завершив виступ | Завершив виступ |                 |                 |
| Максим Дудник | 50 метрів на спині                             | 28.77             | 2 Q               | Н/Д             | Н/Д             | 28.87           | 8               |                 |                 |
| Максим Дудник | 100 метрів на спині                            | 1:02.80           | 3 Q               | Н/Д             | Н/Д             | 1:11.49         | 8               |                 |                 |
| Максим Дудник | 200 метрів на спині                            | 2:22.74           | 3                 | Завершив виступ | Завершив виступ | Завершив виступ | Завершив виступ |                 |                 |
| Євген Заулічний | 200 метрів вільним стилем                      | 2:03.19           | 3 R               | Н/Д             | Н/Д             | 2:01.47         | 7               |                 |                 |
| Євген Заулічний | 400 метрів вільним стилем                      | 4:25.05           | 5                 | Завершив виступ | Завершив виступ | Завершив виступ | Завершив виступ |                 |                 |
| Євген Заулічний | 1500 метрів вільним стилем                     | 18:36.17          | 4                 | Завершив виступ | Завершив виступ | Завершив виступ | Завершив виступ |                 |                 |
| Іван Зіненко | 200 метрів вільним стилем                      | 17:20.47          | 3                 | Завершив виступ | Завершив виступ | Завершив виступ | Завершив виступ |                 |                 |
| Іван Зіненко | 400 метрів вільним стилем                      | 4:17.64           | 5                 | Завершив виступ | Завершив виступ | Завершив виступ | Завершив виступ |                 |                 |
| Іван Зіненко | 1500 метрів вільним стилем                     | 17:24.38          | 3 R               | Завершив виступ | Завершив виступ | Завершив виступ | Завершив виступ |                 |                 |
| Андрій Зургалідзе | 50 метрів брасом                               | 31.36             | 3                 | Завершив виступ | Завершив виступ | Завершив виступ | Завершив виступ |                 |                 |
| Андрій Зургалідзе | 100 метрів брасом                              | 1:07.45           | 2                 | Завершив виступ | Завершив виступ | Завершив виступ | Завершив виступ |                 |                 |
| Андрій Зургалідзе | 200 метрів брасом                              | 2:27.09           | 1 Q               | Н/Д             | Н/Д             | 2:26.07         | 6               |                 |                 |
| Андрій Зургалідзе | 200 метрів комплексом                          | DSQ               | DSQ               | DSQ             | DSQ             | DSQ             | DSQ             |                 |                 |
| Філіпп Іжаченко | 50 метрів брасом                               | 30.73             | 2 Q               | Н/Д             | Н/Д             | 30.44           | 6               |                 |                 |
| Філіпп Іжаченко | 100 метрів брасом                              | 1:07.40           | 3 Q               | Н/Д             | Н/Д             | 1:06.99         | 6               |                 |                 |
| Філіпп Іжаченко | 200 метрів брасом                              | 2:28.89           | 3 Q               | Завершив виступ | Завершив виступ | Завершив виступ | Завершив виступ |                 |                 |
| Артем Карниш | 100 метрів вільним стилем                      | 55.33             | 4                 | Завершив виступ | Завершив виступ | Завершив виступ | Завершив виступ |                 |                 |
| Артем Карниш | 200 метрів вільним стилем                      | 2:09.52           | 5                 | Завершив виступ | Завершив виступ | Завершив виступ | Завершив виступ |                 |                 |
| Артем Карниш | 400 метрів вільним стилем                      | 4:16.09           | 4 Q               | Н/Д             | Н/Д             | 4:11.51         | 4               |                 |                 |
| Артем Карниш | 1500 метрів вільним стилем                     | 17:24.38          | 3 R               | Завершив виступ | Завершив виступ | Завершив виступ | Завершив виступ |                 |                 |
| Олексій Коломієць | 50 метрів брасом                               | 30.00             | 2 Q               | Н/Д             | Н/Д             | 29.36           | 2               |                 |                 |
| Олексій Коломієць | 100 метрів брасом                              | 1:05.94           | 2 Q               | Н/Д             | Н/Д             | 1:06.03         | 4               |                 |                 |
| Олексій Коломієць | 200 метрів брасом                              | 2:30.32           | 2                 | Н/Д             | Н/Д             | 2:25.84         | 5               |                 |                 |
| Віктор Конкін | 50 метрів вільним стилем                       | 24.64             | 3 Q               | 24.54           | 3 Q             | 24.72           | 8               |                 |                 |
| Віктор Конкін | 100 метрів вільним стилем                      | 54.35             | 2 Q               | Н/Д             | Н/Д             | 54.28           | 7               |                 |                 |
| Віктор Конкін | 50 метрів брасом                               | 31.22             | 3                 | Завершив виступ | Завершив виступ | Завершив виступ | Завершив виступ |                 |                 |
| Віктор Конкін | 50 метрів батерфляєм                           | 26.80             | 4                 | Завершив виступ | Завершив виступ | Завершив виступ | Завершив виступ |                 |                 |
| Віктор Конкін | 100 метрів батерфляєм                          | 1:02.71           | 7                 | Завершив виступ | Завершив виступ | Завершив виступ | Завершив виступ |                 |                 |
| Олексій Литвиненко | 50 метрів вільним стилем                       | 24.63             | 1 Q               | 24.54           | 3 Q             | 24.24           | 4               |                 |                 |
| Олексій Литвиненко | 100 метрів вільним стилем                      | 54.45             | 3 Q               | Н/Д             | Н/Д             | 54.12           | 6               |                 |                 |
| Олексій Литвиненко | 200 метрів вільним стилем                      | DNF               | DNF               | DNF             | DNF             | DNF             | DNF             |                 |                 |
| Олексій Литвиненко | 50 метрів на спині                             | 28.82             | 3 Q               | Н/Д             | Н/Д             | 28.40           | 7               |                 |                 |
| Олексій Литвиненко | 100 метрів на спині                            | DNF               | DNF               | DNF             | DNF             | DNF             | DNF             |                 |                 |
| Олексій Литвиненко | 50 метрів батерфляєм                           | 26.99             | 5                 | Завершив виступ | Завершив виступ | Завершив виступ | Завершив виступ |                 |                 |
| Ростислав Якубовський | 50 метрів батерфляєм                           | 26.80             | 5                 | Завершив виступ | Завершив виступ | Завершив виступ | Завершив виступ |                 |                 |
| Ростислав Якубовський | 100 метрів батерфляєм                          | 59.88             | 2 R               | Н/Д             | Н/Д             | Завершив виступ | Завершив виступ | Завершив виступ | Завершив виступ |
| Ростислав Якубовський | 200 метрів батерфляєм                          | 2:14.69           | 3 Q               | Н/Д             | Н/Д             | 2:12.91         | 8               |                 |                 |
| Денис Бистревський Максим Дудник Євген Заулічний Іван Зіненко Артем Карниш Олексій Коломієць Віктор Конкін Олексій Литвиненко Ростислав Якубовський | Чоловіча естафета 4×100 метрів вільним стилемі | 3:41.11           | 1 Q               | Н/Д             | Н/Д             | 3:34.85         | 2               |                 |                 |
| Денис Бистревський Максим Дудник Євген Заулічний Іван Зіненко Артем Карниш Віктор Конкін Олексій Литвиненко Ростислав Якубовський                   | Чоловіча естафета 4×200 метрів вільним стилем  | 8:11.63           | 2 Q               | Н/Д             | Н/Д             | 7:58.86         | 4               |                 |                 |
| Денис Бистревський Максим Дудник Філіпп Іжаченко Олексій Коломієць Віктор Конкін Олексій Литвиненко Ростислав Якубовський                           | Чоловіча естафета 4×100 метрів комплексом      | 4:04.20           | 1 Q               | Н/Д             | Н/Д             | 3:58.49         | 3               |                 |                 |

Жінки
| Спортсмен                                                        | Дисципліна                                  | Попередній заплив | Попередній заплив | Півфінал         | Півфінал         | Фінал            | Фінал            |
| Спортсмен                                                        | Дисципліна                                  | Час               | Місце             | Час              | Місце            | Час              | Місце            |
| ---------------------------------------------------------------- | ------------------------------------------- | ----------------- | ----------------- | ---------------- | ---------------- | ---------------- | ---------------- |
| Катерина Авраменко                                               | 200 метрів вільним стилем                   | 5:06.94           | 7                 | Завершила виступ | Завершила виступ | Завершила виступ | Завершила виступ |
| Катерина Авраменко                                               | 400 метрів вільним стилем                   | 2:21.76           | 5                 | Завершила виступ | Завершила виступ | Завершила виступ | Завершила виступ |
| Катерина Авраменко                                               | 200 метрів комплексом                       | 2:38.91           | 4                 | Завершила виступ | Завершила виступ | Завершила виступ | Завершила виступ |
| Валерія Верниба                                                  | 50 метрів на спині                          | 33.39             | 4                 | Завершила виступ | Завершила виступ | Завершила виступ | Завершила виступ |
| Валерія Верниба                                                  | 100 метрів на спині                         | 1:10.93           | 3                 | Завершила виступ | Завершила виступ | Завершила виступ | Завершила виступ |
| Валерія Верниба                                                  | 200 метрів на спині                         | 2:31.30           | 1 Q               | Н/Д              | Н/Д              | 2:31.14          | 8                |
| Кристина Давидова                                                | 100 метрів вільним стилем                   | 1:03.08           | 3 R               | Завершила виступ | Завершила виступ | Завершила виступ | Завершила виступ |
| Кристина Давидова                                                | 200 метрів вільним стилем                   | 2:18.41           | 4                 | Завершила виступ | Завершила виступ | Завершила виступ | Завершила виступ |
| Кристина Давидова                                                | 100 метрів на спині                         | 1:13.01           | 5                 | Завершила виступ | Завершила виступ | Завершила виступ | Завершила виступ |
| Катерина Денисова                                                | 50 метрів на спині                          | 31.37             | 2 Q               | Н/Д              | Н/Д              | 30.50            | 4                |
| Катерина Денисова                                                | 100 метрів на спині                         | 1:08.01           | 1 Q               | Н/Д              | Н/Д              | 1:06.05          | 3                |
| Катерина Денисова                                                | 200 метрів на спині                         | 2:32.87           | 2 Q               | Н/Д              | Н/Д              | 2:26.05          | 2                |
| Катерина Іваненко                                                | 100 метрів вільним стилем                   | 1:04.07           | 3                 | Завершила виступ | Завершила виступ | Завершила виступ | Завершила виступ |
| Катерина Іваненко                                                | 50 метрів батерфляєм                        | 30.67             | 4 R               | Завершила виступ | Завершила виступ | Завершила виступ | Завершила виступ |
| Катерина Іваненко                                                | 100 метрів батерфляєм                       | 1:09.02           | 4 Q               | Н/Д              | Н/Д              | 1:09.45          | 8                |
| Катерина Іваненко                                                | 200 метрів батерфляєм                       | 2:41.57           | 3 Q               | Н/Д              | Н/Д              | 2:46.57          | 8                |
| Марія Режило                                                     | 50 метрів вільним стилем                    | 27.27             | 1 Q               | 26.93            | 1 Q              | 26.87            | 3                |
| Марія Режило                                                     | 100 метрів вільним стилем                   | 1:00.25           | 2 Q               | Н/Д              | Н/Д              | 58.43            | 3                |
| Марія Режило                                                     | 200 метрів вільним стилем                   | 2:10.08           | 1 Q               | Н/Д              | Н/Д              | 2:10.16          | 3                |
| Марія Режило                                                     | 50 метрів батерфляєм                        | 29.03             | 1 Q               | Н/Д              | Н/Д              | 28.39            | 2                |
| Дар'я Тарасенко                                                  | 50 метрів вільним стилем                    | 29.20             | 2 Q               | 29.03            | 7                | Завершила виступ | Завершила виступ |
| Дар'я Тарасенко                                                  | 100 метрів вільним стилем                   | 1:03.82           | 5                 | Завершила виступ | Завершила виступ | Завершила виступ | Завершила виступ |
| Дар'я Тарасенко                                                  | 200 метрів вільним стилем                   | 2:20.63           | 5                 | Завершила виступ | Завершила виступ | Завершила виступ | Завершила виступ |
| Дар'я Тарасенко                                                  | 50 метрів батерфляєм                        | 32.03             | 5                 | Завершила виступ | Завершила виступ | Завершила виступ | Завершила виступ |
| Дар'я Тарасенко                                                  | 100 метрів батерфляєм                       | 1:11.92           | 5                 | Завершила виступ | Завершила виступ | Завершила виступ | Завершила виступ |
| Ірина Терещенко                                                  | 50 метрів брасом                            | 34.85             | 3 Q               | Н/Д              | Н/Д              | 34.02            | 2                |
| Ірина Терещенко                                                  | 100 метрів брасом                           | 1:17.72           | 2 R               | Завершила виступ | Завершила виступ | Завершила виступ | Завершила виступ |
| Ірина Терещенко                                                  | 200 метрів брасом                           | 2:47.72           | 3 Q               | Н/Д              | Н/Д              | 2:44.05          | 4                |
| Ірина Терещенко                                                  | 100 метрів батерфляєм                       | 1:08.82           | 3 Q               | DSQ              | DSQ              | DSQ              | DSQ              |
| Ірина Терещенко                                                  | 200 метрів комплексом                       | 2:32.68           | 2 Q               | Н/Д              | Н/Д              | 2:27.22          | 3                |
| Ірина Терещенко                                                  | 400 метрів комплексом                       | 5:23.33           | 1 Q               | Н/Д              | Н/Д              | 5:12.60          | 2                |
| Катерина Денисова Дар'я Тарасенко Ірина Терещенко Марія Режило   | Жіноча естафета 4х100 метрів вільним стилем | Н/Д               | Н/Д               | Н/Д              | Н/Д              | 4:03.94          | 3                |
| Кристина Давидова Дар'я Тарасенко Ірина Терещенко Марія Режило   | Жіноча естафета 4х200 метрів вільним стилем | Н/Д               | Н/Д               | Н/Д              | Н/Д              | 8:57.33          | 3                |
| Катерина Денисова Ірина Терещенко Катерина Іваненко Марія Режило | Жіноча естафета 4х100 метрів комплексом     | Н/Д               | Н/Д               | Н/Д              | Н/Д              | 4:29.19          | 3                |

Змішані
| Спортсмен | Дисципліна                           | Попередній заплив | Попередній заплив | Фінал   | Фінал |
| Спортсмен | Дисципліна                           | Час               | Місце             | Час     | Місце |
| --- | ------------------------------------ | ----------------- | ----------------- | ------- | ----- |
| Денис Бистревський Кристина Давидова Максим Дудник Катерина Денисова Віктор Конкін Олексій Литвиненко Марія Режило Ірина Терещенко  | Естафета 4х100 метрів вільним стилем | 3:54.28           | 1 Q               | 3:48.73 | 2     |
| Катерина Денисова Максим Дудник Катерина Іваненко Артем Карниш Олексій Коломієць Марія Режило Ірина Терещенко Ростислав Якубовський | Естафета 4х100 метрів комплексом     | 4:24.71           | 3 Q               | 4:07.81 | 2     |

## Пляжний волейбол
Чоловіча збірна
Група B
| М | Команда             | Очки | Матчі | Матчі | Сети | Сети | Сети | Мʼячі | Мʼячі | Мʼячі |
| М | Команда             | Очки | В     | П     | В    | П    | В:П  | В     | П     | В:П   |
| - | ------------------- | ---- | ----- | ----- | ---- | ---- | ---- | ----- | ----- | ----- |
| 1 | Донченко — Тарасов  | 6    | 3     | 0     | 6    | 0    | MAX  | 84    | 59    | 1.424 |
| 2 | Паеглер — Суді      | 5    | 2     | 1     | 0    | 0    | MAX  | 79    | 87    | 0.908 |
| 3 | Лущевський — Патола | 4    | 1     | 2     | 0    | 0    | MAX  | 73    | 90    | 0.811 |
| 4 | Айдоо — Амоаква     |      |       |       |      |      |      |       |       |       |

| Дата   | Час   |                     | Рахунок |                    | Сет 1 | Сет 2 | Сет 3 | Сет 4 | Сет 5 | Всього  | Звіт |
| ------ | ----- | ------------------- | ------- | ------------------ | ----- | ----- | ----- | ----- | ----- | ------- | ---- |
| 20 лип | 16:40 | Донченко - Тарасов  | 2–0     | Айдоо — Амоаква    | 21-0  | 21-0  |       |       |       | 42 — 0  | Звіт |
| 21 лип | 15:00 | Лущевський - Патола | 0–2     | Донченко — Тарасов | 13-21 | 15-21 |       |       |       | 28 — 42 | Звіт |
| 22 лип | 10:30 | Донченко - Тарасов  | 2–0     | Паеглер — Суді     | 21-17 | 21-14 |       |       |       | 42 — 31 | Звіт |

Група E
| М | Команда               | Очки | Матчі | Матчі | Сети | Сети | Сети | Мʼячі | Мʼячі | Мʼячі |
| М | Команда               | Очки | В     | П     | В    | П    | В:П  | В     | П     | В:П   |
| - | --------------------- | ---- | ----- | ----- | ---- | ---- | ---- | ----- | ----- | ----- |
| 1 | Кошкаров — Цапкаленко | 6    | 3     | 0     | 6    | 0    | MAX  | 126   | 62    | 2.032 |
| 2 | Опік — Сепп           | 5    | 2     | 1     | 0    | 0    | MAX  | 129   | 144   | 0.896 |
| 3 | Окатан — Текін        | 4    | 1     | 2     | 0    | 0    | MAX  | 121   | 146   | 0.829 |
| 4 | Крат — Курзман        | 3    | 0     | 3     | 0    | 0    | MAX  | 117   | 141   | 0.830 |

| Дата   | Час   |                       | Рахунок |                       | Сет 1 | Сет 2 | Сет 3 | Сет 4 | Сет 5 | Всього  | Звіт |
| ------ | ----- | --------------------- | ------- | --------------------- | ----- | ----- | ----- | ----- | ----- | ------- | ---- |
| 20 лип | 18:20 | Кошкаров - Цапкаленко | 2–0     | Опік — Сепп           | 21-10 | 21-13 |       |       |       | 42 — 23 | Звіт |
| 21 лип | 16:40 | Крат - Курзман        | 0–2     | Кошкаров — Цапкаленко | 7-21  | 8-21  |       |       |       | 15 — 42 | Звіт |
| 22 лип | 8:00  | Кошкаров - Цапкаленко | 2–0     | Окатан — Текін        | 21-12 | 21-12 |       |       |       | 42 — 24 | Звіт |

1/16
| Дата   | Час   |                       | Рахунок |                    | Сет 1 | Сет 2 | Сет 3 | Сет 4 | Сет 5 | Всього | Звіт |
| ------ | ----- | --------------------- | ------- | ------------------ | ----- | ----- | ----- | ----- | ----- | ------ | ---- |
| 25 лип | 11:20 | Кошкаров - Цапкаленко | 2–0     | Седжовано — Флорес | 21-11 | 21-5  |       |       |       | 42-16  | Звіт |
| 25 лип | 16:40 | Донченко - Тарасов    | 2–0     | Крат — Курзман     | 21-5  | 21-19 |       |       |       | 42-24  | Звіт |

Чвертьфінали
| Дата   | Час   |                       | Рахунок |                 | Сет 1 | Сет 2 | Сет 3 | Сет 4 | Сет 5 | Всього | Звіт |
| ------ | ----- | --------------------- | ------- | --------------- | ----- | ----- | ----- | ----- | ----- | ------ | ---- |
| 26 лип | 9:40  | Кошкаров - Цапкаленко | 2–0     | Зідек — Боцек   | 21-11 | 21-17 |       |       |       | 42-28  | Звіт |
| 26 лип | 10:30 | Донченко - Тарасов    | 2–0     | Франц — Темплін | 21-12 | 21-11 |       |       |       | 42-23  | Звіт |

Півфінали
| Дата   | Час   |                    | Рахунок |                       | Сет 1 | Сет 2 | Сет 3 | Сет 4 | Сет 5 | Всього  | Звіт |
| ------ | ----- | ------------------ | ------- | --------------------- | ----- | ----- | ----- | ----- | ----- | ------- | ---- |
| 27 лип | 17:30 | Даянов - Селютін   | 0–2     | Кошкаров — Цапкаленко | 16-21 | 17-21 |       |       |       | 23 — 42 | Звіт |
| 27 лип | 18:20 | Донченко - Тарасов | 2–0     | Кіріллов — Афанасьєв  | 21-10 | 21-16 |       |       |       | 42-26   | Звіт |

Фінал
| Дата   | Час   |                       | Рахунок |                    | Сет 1 | Сет 2 | Сет 3 | Сет 4 | Сет 5 | Всього | Звіт |
| ------ | ----- | --------------------- | ------- | ------------------ | ----- | ----- | ----- | ----- | ----- | ------ | ---- |
| 29 лип | 11:20 | Кошкаров — Цапкаленко | 2–0     | Донченко — Тарасов | 21-12 | 21-15 |       |       |       | 42-27  | Звіт |

Жіноча збірна
Група B
| М | Команда               | Очки | Матчі | Матчі | Сети | Сети | Сети | Мʼячі | Мʼячі | Мʼячі |
| М | Команда               | Очки | В     | П     | В    | П    | В:П  | В     | П     | В:П   |
| - | --------------------- | ---- | ----- | ----- | ---- | ---- | ---- | ----- | ----- | ----- |
| 1 | Черненко — Ярошевська | 6    | 3     | 0     | 6    | 0    | MAX  | 84    | 48    | 1.750 |
| 2 | Елізова — Лязіна      | 5    | 2     | 1     | 0    | 0    | MAX  | 75    | 55    | 1.364 |
| 3 | Ланге — Рагутт        | 4    | 1     | 2     | 0    | 0    | MAX  | 28    | 84    | 0.333 |
| 4 | Менсах — Ябуку        |      |       |       |      |      |      |       |       |       |

| Дата   | Час   |                       | Рахунок |                       | Сет 1 | Сет 2 | Сет 3 | Сет 4 | Сет 5 | Всього  | Звіт |
| ------ | ----- | --------------------- | ------- | --------------------- | ----- | ----- | ----- | ----- | ----- | ------- | ---- |
| 20 лип | 16:40 | Менсах - Ябуку        | 0–2     | Черненко — Ярошевська | 0-21  | 0-21  |       |       |       | 0 — 42  | Звіт |
| 21 лип | 11:20 | Ланге - Рагутт        | 0–2     | Черненко — Ярошевська | 9-21  | 6-21  |       |       |       | 15 — 42 | Звіт |
| 22 лип | 16:40 | Черненко - Ярошевська | 2-0     | Елізова — Лязіна      | 21-17 | 21-16 |       |       |       | 42 — 33 | Звіт |

Група C
| М | Команда               | Очки | Матчі | Матчі | Сети | Сети | Сети  | Мʼячі | Мʼячі | Мʼячі |
| М | Команда               | Очки | В     | П     | В    | П    | В:П   | В     | П     | В:П   |
| - | --------------------- | ---- | ----- | ----- | ---- | ---- | ----- | ----- | ----- | ----- |
| 1 | Затилкіна — Рилова    | 8    | 4     | 0     | 8    | 0    | MAX   | 168   | 55    | 3.055 |
| 2 | Вотіпкова — Зідкова   | 7    | 3     | 1     | 0    | 0    | MAX   | 142   | 93    | 1.527 |
| 3 | Сандовал — Седжовіано | 6    | 2     | 2     | 0    | 0    | MAX   | 126   | 122   | 1.033 |
| 4 | Бартза — Береті       | 1    | 0     | 1     | 0    | 2    | 0.000 | 106   | 153   | 0.693 |
| 5 | Пай — Кал             | 5    | 1     | 3     | 0    | 0    | MAX   | 51    | 168   | 0.304 |

| Дата   | Час   |                       | Рахунок |                     | Сет 1 | Сет 2 | Сет 3 | Сет 4 | Сет 5 | Всього  | Звіт |
| ------ | ----- | --------------------- | ------- | ------------------- | ----- | ----- | ----- | ----- | ----- | ------- | ---- |
| 20 лип | 10:30 | Бартза - Береті       | 0–2     | Затилкіна — Рилова  | 8-21  | 11–21 |       |       |       | 19 — 42 | Звіт |
| 21 лип | 8:50  | Затилкіна - Рилова    | 2-0     | Пай — Кал           | 21-1  | 21-2  |       |       |       | 42 — 3  | Звіт |
| 22 лип | 17:30 | Сандовал - Седжовіано | 0-2     | Затилкіна — Рилова  | 8-21  | 9-21  |       |       |       | 17 — 42 | Звіт |
| 23 лип | 16:40 | Затилкіна - Рилова    | 2-0     | Вотіпкова — Зідкова | 21-11 | 21-5  |       |       |       | 42 — 16 | Звіт |

1/16
| Дата   | Час   |                       | Рахунок |                 | Сет 1 | Сет 2 | Сет 3 | Сет 4 | Сет 5 | Всього  | Звіт |
| ------ | ----- | --------------------- | ------- | --------------- | ----- | ----- | ----- | ----- | ----- | ------- | ---- |
| 25 лип | 16:40 | Затилкіна - Рилова    | 2-0     | Ялніц — Челеп   | 21-4  | 21-1  |       |       |       | 42 — 5  | Звіт |
| 25 лип | 17:30 | Черненко - Ярошевська | 2-0     | Бартза — Береті | 21-4  | 21-7  |       |       |       | 42 — 11 | Звіт |

Чвертьфінали
| Дата   | Час   |                     | Рахунок |                       | Сет 1 | Сет 2 | Сет 3 | Сет 4 | Сет 5 | Всього  | Звіт |
| ------ | ----- | ------------------- | ------- | --------------------- | ----- | ----- | ----- | ----- | ----- | ------- | ---- |
| 26 лип | 10:30 | Затилкіна - Рилова  | 2-0     | Лязіна — Елізова      | 21-16 | 21-17 |       |       |       | 42 — 33 | Звіт |
| 26 лип | 11:20 | Вотіпкова - Зідкова | 0-2     | Черненко — Ярошевська | 12-21 | 3-21  |       |       |       | 15 — 42 | Звіт |

Півфінал
| Дата   | Час   |                    | Рахунок |                       | Сет 1 | Сет 2 | Сет 3 | Сет 4 | Сет 5 | Всього  | Звіт |
| ------ | ----- | ------------------ | ------- | --------------------- | ----- | ----- | ----- | ----- | ----- | ------- | ---- |
| 27 лип | 16:40 | Затилкіна - Рилова | 2-1     | Черненко — Ярошевська | 24-22 | 16-21 | 15-11 |       |       | 55 — 54 | Звіт |

Матч за 3-є місце
| Дата   | Час  |                     | Рахунок |                       | Сет 1 | Сет 2 | Сет 3 | Сет 4 | Сет 5 | Всього  | Звіт |
| ------ | ---- | ------------------- | ------- | --------------------- | ----- | ----- | ----- | ----- | ----- | ------- | ---- |
| 29 лип | 8:50 | Алєксєва - Харченко | 0-2     | Черненко — Ярошевська | 11-21 | 19-21 |       |       |       | 30 — 42 | Звіт |

Фінал
| Дата   | Час  |                            | Рахунок |                    | Сет 1 | Сет 2 | Сет 3 | Сет 4 | Сет 5 | Всього  | Звіт |
| ------ | ---- | -------------------------- | ------- | ------------------ | ----- | ----- | ----- | ----- | ----- | ------- | ---- |
| 29 лип | 9:30 | Алекнавічуте - Мілкінтайте | 0-2     | Затилкіна — Рилова | 21-23 | 15-21 |       |       |       | 36 — 44 | Звіт |

## Спортивне орієнтування
Чоловіки
| Спортсмен                                            | Дисципліна        | Фінал             | Фінал             |
| Спортсмен                                            | Дисципліна        | Очки              | Місце             |
| ---------------------------------------------------- | ----------------- | ----------------- | ----------------- |
| Дмитро Левін                                         | Спринт            | 17:56.0           | 5                 |
| Руслан Ніколаєнко                                    | Середня дистанція | 1:06:00.0         | 10                |
| Руслан Ніколаєнко                                    | Довга дистанція   | 1:51:39.0         | 7                 |
| Дмитро Плахотнік                                     | Спринт            | Дискваліфікований | Дискваліфікований |
| Дмитро Плахотнік                                     | Середня дистанція | 51:10.0           | 5                 |
| Дмитро Плахотнік                                     | Довга дистанція   | 1:28:23.0         | 3                 |
| Олександр Санькін                                    | Середня дистанція | 2:00:03.0         | 3                 |
| Олександр Санькін                                    | Довга дистанція   | 1:51:39.0         | 8                 |
| Нвер Суренян                                         | Спринт            | 17:03.0           | 2                 |
| Руслан Ніколаєнко Дмитро Плахотнік Олександр Санькін | Естафета          | 2:01:38.0         | 2                 |

Жінки
| Спортсмен                               | Дисципліна        | Фінал     | Фінал |
| Спортсмен                               | Дисципліна        | Очки      | Місце |
| --------------------------------------- | ----------------- | --------- | ----- |
| Тетяна Біда                             | Спринт            | 18:14.0   | 7     |
| Тетяна Біда                             | Середня дистанція | 54:02.0   | 6     |
| Тетяна Біда                             | Довга дистанція   | 2:30:08.0 | 10    |
| Яна Мельник                             | Спринт            | 20:02.0   | 10    |
| Яна Мельник                             | Середня дистанція | 55:31.0   | 7     |
| Яна Мельник                             | Довга дистанція   | 1:31:43.0 | 1     |
| Ганна Федосєєва                         | Спринт            | 15:31.0   | 2     |
| Ганна Федосєєва                         | Середня дистанція | 44:04.0   | 1     |
| Ганна Федосєєва                         | Довга дистанція   | 1:49:05.0 | 3     |
| Тетяна Біда Яна Мельник Ганна Федосєєва | Естафета          | 1:41:20.0 | 2     |

Змішані
| Спортсмен                                                      | Дисципліна      | Фінал     | Фінал |
| Спортсмен                                                      | Дисципліна      | Очки      | Місце |
| -------------------------------------------------------------- | --------------- | --------- | ----- |
| Яна Мельник Олександр Санькін Дмитро Плахотнік Ганна Федосєєва | Естафета спринт | 1:02:21.0 | 1     |

## Стрільба
Чоловіки
| Спортсмен         | Дисципліна                      | Кваліфікація | Кваліфікація | Фінал      | Фінал      |
| Спортсмен         | Дисципліна                      | Очки         | Місце        | Очки       | Місце      |
| ----------------- | ------------------------------- | ------------ | ------------ | ---------- | ---------- |
| Сергій Валованіс  | Пневматична гвинтівка, 10 м     | 594.1        | 11           | Не пройшов | Не пройшов |
| Сергій Валованіс  | Гвинтівка лежачи, 50 м          | 610.4        | 3            | 78.4       | 8          |
| Олександр Костик  | Пневматична гвинтівка, 10 м     | 610.8        | 2            | 200.9      | 1          |
| Олександр Костик  | Гвинтівка з трьох позицій, 50 м | 1116         | 7            | 318.9      | 8          |
| Олександр Колодій | Пневматичний пістолет, 10 м     | 554          | 6            | 115.1      | 6          |
| Олександр Колодій | Швидкісний пістолет, 25 м       | Н/Д          | Н/Д          | 545        | 1          |
| Олександр Колодій | Пістолет, 50 м                  | 529          | 5            | 121.6      | 6          |
| Олексій Лазебник  | Пневматичний пістолет, 10 м     | 565          | 4            | 154.4      | 4          |
| Олексій Лазебник  | Пістолет, 50 м                  | 534          | 3            | 85.9       | 7          |
| Дмитро Петренко   | Гвинтівка лежачи, 50 м          | 612.6        | 2            | 97.1       | 7          |
| Дмитро Петренко   | Гвинтівка з трьох позицій, 50 м | 1127         | 5            | 394.6      | 6          |
| Олексій Петунов   | Пістолет, 25 м                  | 547          | 9            | Не пройшов | Не пройшов |
| Сергій Фомін      | Швидкісний пістолет, 25 м       | Н/Д          | Н/Д          | 538        | 3          |
| Сергій Фомін      | Пістолет, 25 м                  | 557          | 6            | 26         | 2          |

Чоловіки
| Спортсмен          | Дисципліна                      | Кваліфікація | Кваліфікація | Фінал      | Фінал      |
| Спортсмен          | Дисципліна                      | Очки         | Місце        | Очки       | Місце      |
| ------------------ | ------------------------------- | ------------ | ------------ | ---------- | ---------- |
| Наталія Димитрашко | Пневматичний пістолет, 10 м     | 363          | 5            | 68.0       | 8          |
| Наталія Димитрашко | Пістолет, 25 м                  | 537          | 8            | Не пройшла | Не пройшла |
| Анастасія Лазебник | Пневматичний пістолет, 10 м     | 344          | 11           | Не пройшла | Не пройшла |
| Анастасія Лазебник | Пістолет, 25 м                  | 529          | 9            | Не пройшла | Не пройшла |
| Віолета Ликова     | Пневматична гвинтівка, 10 м     | 408.8        | 3            | 204.0      | 2          |
| Віолета Ликова     | Гвинтівка з трьох позицій, 50 м | 570          | 5            | 394.9      | 6          |
| Світлана Яценко    | Пневматична гвинтівка, 10 м     | 404.5        | 6            | 99.1       | 7          |
| Світлана Яценко    | Гвинтівка з трьох позицій, 50 м | 556          | 7            | Не пройшла | Не пройшла |

## Тхеквондо
Чоловіки
| Спортсмен     | Дисципліна    | 1/16                               | Втішний поєдинок                                | Чвертьфінал                              | Півфінал                              | Фінал/3 місце                       | Фінал/3 місце |       |
| Спортсмен     | Дисципліна    | Суперник Результат                 | Суперник Результат                              | Суперник Результат                       | Суперник Результат                    | Суперник Результат                  | Місце         | Місце |
| ------------- | ------------- | ---------------------------------- | ----------------------------------------------- | ---------------------------------------- | ------------------------------------- | ----------------------------------- | ------------- | ----- |
| Вадим Боярин  | Керугі -58 кг | Павлос Ліотсос (GRE) Перемога 25-4 | Н/Д                                             | Ентоні Тавях (GHA) Перемога 0-0          | Хакан-Ахмет Туна (TUR) Перемога 20-19 | Аян Абдраш (KAZ) Поразка 4-18       | 2             |       |
| Іван Жадан    | Керугі -68 кг | Н/Д                                | Рафаель-Хосе Суарез-Галено (VEN) Перемога 26-15 | Мухаммед Гулер (TUR) Поразка 5-25        | Н/Д                                   | Азамат Мавлонов (KGZ) Поразка 18-24 | 5             |       |
| Олексій Седов | Керугі -80 кг | Н/Д                                | Лі Ханксеон (KOR) Поразка 2-3                   | Пен Чун (CHN) Поразка 12-21              | Завершив виступ                       | Завершив виступ                     | 5             |       |
| Олексій Дюжев | Керугі +80 кг | Н/Д                                | Н/Д                                             | Андрей Пантелеймонов (KAZ) Перемога 22-7 | Лім Даєхо (KOR) Поразка 3-24          | Масуд Раззаджі (IRI) Поразка 4-7    | 5             |       |

| Спортсмен                                     | Дисципліна     | Півфінал | Півфінал | Фінал | Фінал |
| Спортсмен                                     | Дисципліна     | Очки     | Місце    | Очки  | Місце |
| --------------------------------------------- | -------------- | -------- | -------- | ----- | ----- |
| Олексій Седов                                 | Пумсе особисте | 6.1      | 8        | 5.8   | 7     |
| Ігор Макаренко Микола Саламатін Олексій Седов | Пумсе команда  | Н/Д      | Н/Д      | 6.1   | 7     |

Жінки
| Спортсмен       | Дисципліна    | 1/16                                  | Втішний поєдинок                        | Чвертьфінал        | Півфінал           | Фінал/3 місце      | Фінал/3 місце |       |
| Спортсмен       | Дисципліна    | Суперник Результат                    | Суперник Результат                      | Суперник Результат | Суперник Результат | Суперник Результат | Місце         | Місце |
| --------------- | ------------- | ------------------------------------- | --------------------------------------- | ------------------ | ------------------ | ------------------ | ------------- | ----- |
| Юлія Павленко   | Керугі -49 кг | Евеліна Карпінська (RUS) Поразка 2-17 | Гульміра Дадайонова (UZB) Поразка 0-10  | Завершила виступ   | Завершила виступ   | Завершила виступ   | 5             |       |
| Марія Леванович | Керугі +67 кг | Н/Д                                   | Валентина Антоненко (KAZ) Поразка 20-33 | Завершила виступ   | Завершила виступ   | Завершила виступ   | 7             |       |

| Спортсмен                                     | Дисципліна     | Півфінал | Півфінал | Фінал | Фінал |
| Спортсмен                                     | Дисципліна     | Очки     | Місце    | Очки  | Місце |
| --------------------------------------------- | -------------- | -------- | -------- | ----- | ----- |
| Тетяна Єремеєва                               | Пумсе особисте | 5.6      | 8        | 5.7   | 8     |
| Марія Андрієнко Інна Арбузова Тетяна Єремеєва | Пумсе команда  | Н/Д      | Н/Д      | 6.1   | 7     |

Змішані
| Спортсмен                     | Дисципліна | Півфінал | Півфінал | Фінал | Фінал |
| Спортсмен                     | Дисципліна | Очки     | Місце    | Очки  | Місце |
| ----------------------------- | ---------- | -------- | -------- | ----- | ----- |
| Олексій Седов Тетяна Єремеєва | Пумсе пара | 5.815    | 8        | 6.015 | 8     |

## Футбол
Склад: Сергій Баєв, Дмитро Бєлоусов, В'ячеслав Брагін, Володимир Вальчук, Олександр Верещака, Костянтин Войченко, Шалва Мчедлішвілі, Дмитро Невенченко, Олександр Оленич, Родіон Причина, Віктор Пустовіт, Віктор Реутов, Володимир Рій, Дмитро Сенько, Андрій Собченко, Андрій Сотніков, Олексій Статівка, Дмитро Українець, Сергій Фролов, Ігор Шотурма, запасні: Макар Букін, Мирослав Танчик, Василь Штулер.
Груповий етап, група С:
| Команда   | І | В | Н | П | ЗМ | ПМ | РМ | О |
| --------- | - | - | - | - | -- | -- | -- | - |
| Італія    | 3 | 1 | 2 | 0 | 5  | 4  | +1 | 5 |
| Україна   | 3 | 1 | 1 | 1 | 5  | 3  | +2 | 4 |
| Японія    | 3 | 1 | 1 | 1 | 6  | 6  | 0  | 4 |
| Аргентина | 3 | 0 | 1 | 2 | 3  | 6  | −3 | 1 |

Групові зустрічі 

| 19 липня 2017 10:00 |

| Україна     | 1:2 (0:1) | Японія                   |
| ----------- | --------- | ------------------------ |
| Статівка 50 | Протокол  | Фурушима 21, Йошино 90+1 |

|  |

| 21 липня 2017 10:00 |

| Україна     | 1:1 (0:1) | Італія       |
| ----------- | --------- | ------------ |
| Бєлоусов 89 | Протокол  | Сігна 35 (П) |

| Арбітр: Рекардо Шеурер (Німеччина) |

| 23 липня 2017 18:00 |

| Аргентина                                 | 0:3 (0:0) | Україна |
| ----------------------------------------- | --------- | ------- |
| Реутов 74 (П), Пустовіт 76, Статівка 90+6 | Протокол  |         |

| Арбітр: Ердем Мертоглу (Туреччина) |

Чвертьфінал
| 25 липня 2017 20:00 |

| Росія | 4:5 (0:0, 0:0) пенальті | Україна |
| ----- | ----------------------- | ------- |
|       | Протокол                |         |

| Арбітр: Педро Коста (Португалія) |

Півфінал
| 27 липня 2017 20:00 |

| Єгипет | 0:1 (0:1) | Україна |
| ------ | --------- | ------- |
|        | Протокол  | Баєв 41 |

| Арбітр: Гухан Узбулут (туреччина) |

Фінал
| 30 липня 2017 16:00 |

| Туреччина | 4:3 (0:0, 0:0) пенальті | Україна |
| --------- | ----------------------- | ------- |
|           | Протокол                |         |

| Арбітр: Рікардо Шеуерер (Німеччина) |